# Julia Margaret Cameron

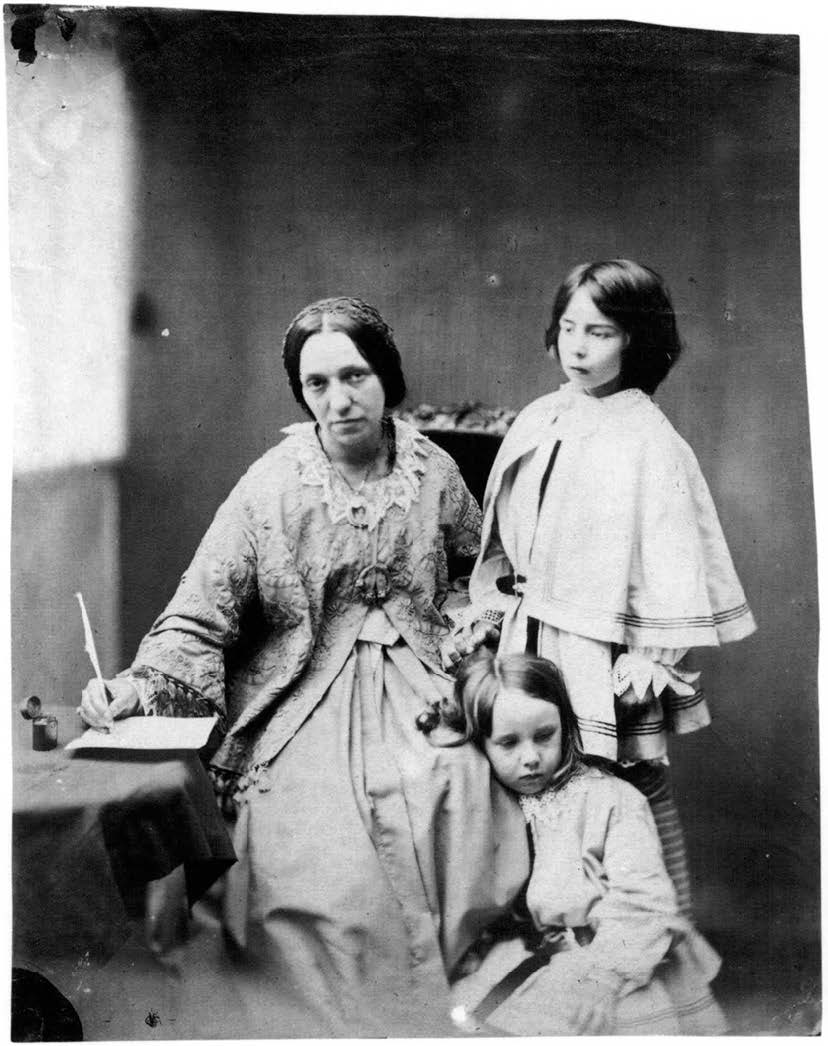
Julia Margaret Cameron und ihre Söhne Henry and Charles, zirka 1858, Fotograf unbekannt

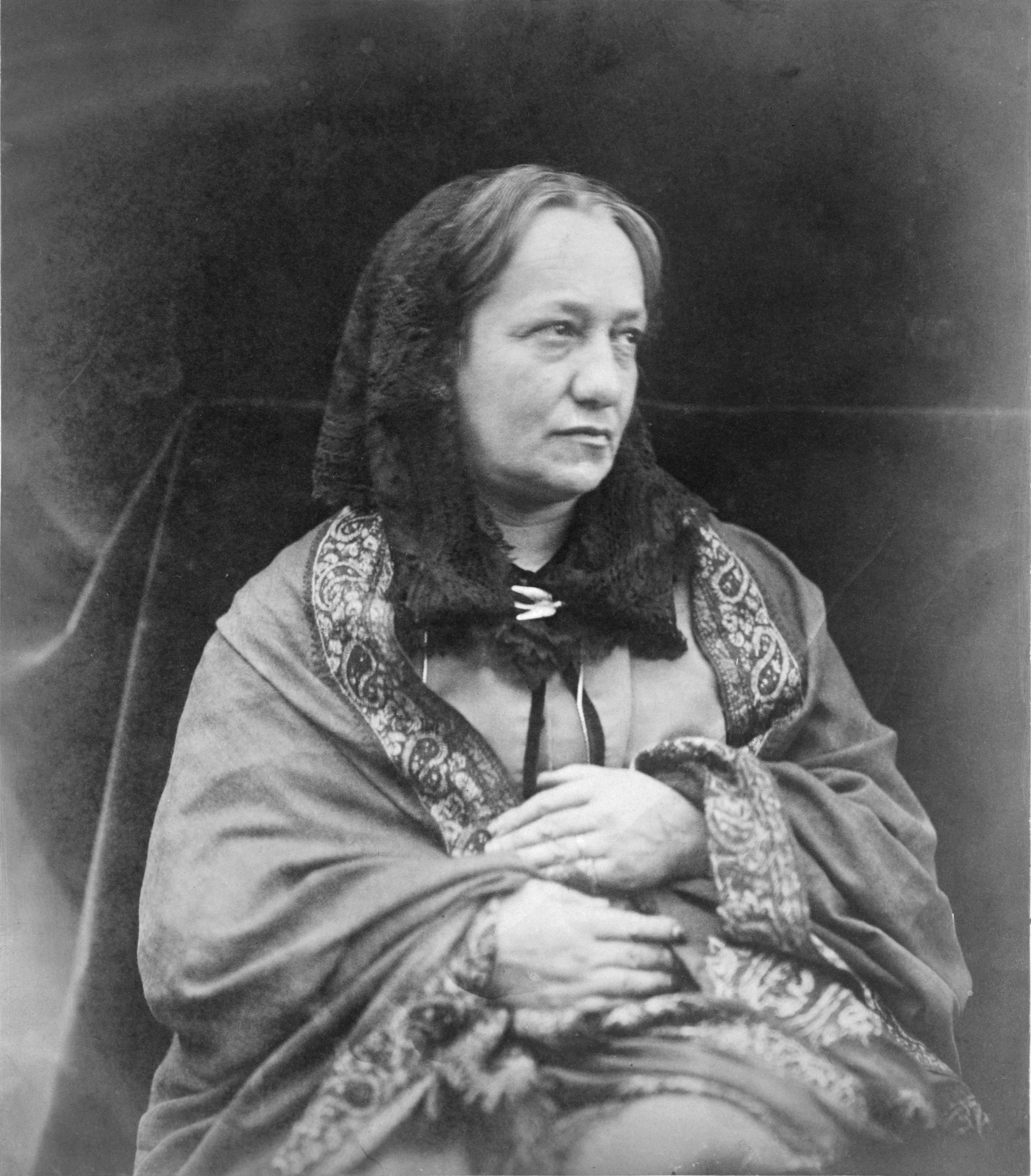
Julia Margaret Cameron (1870), fotografiert von Henry Herschel Hay Cameron

Julia Margaret Cameron (geborene Julia Margaret Pattle; * 11. Juni 1815 in Kalkutta; † 26. Januar 1879 in Kalutara, Ceylon) war eine britische Fotografin. Sie begann nach langen Jahren eines großbürgerlichen Lebens als Hausfrau und Mutter in der britischen Kolonie Indien und in England im Alter von 48 Jahren zu fotografieren. Mit außergewöhnlichen Porträts und religiös-romantischen Szenen wurde sie zur bedeutendsten britischen Fotografin der viktorianischen Epoche.

## Leben

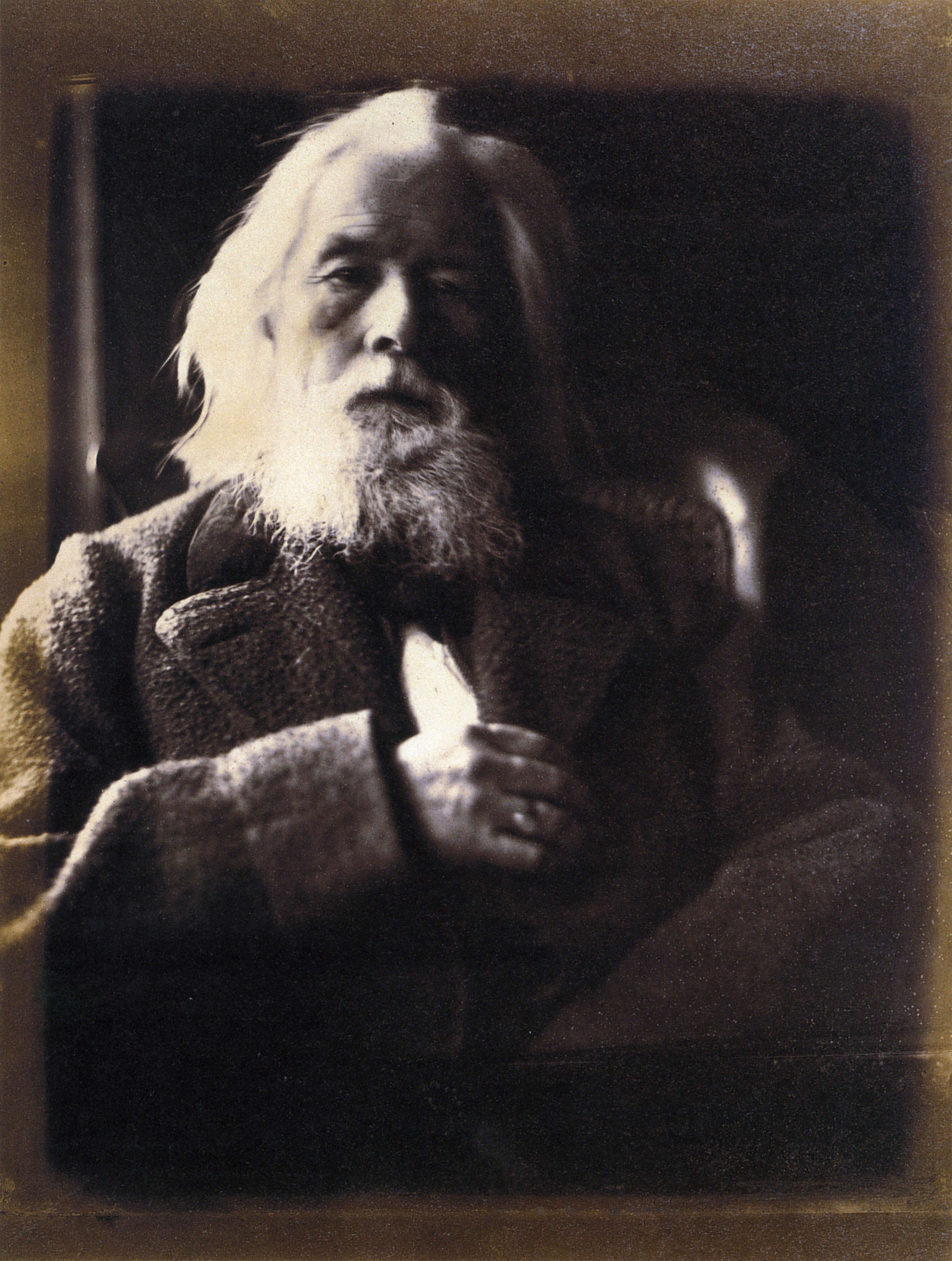
Charles Hay Cameron (1864)

Julia Margaret Cameron wurde am 11. Juni 1815 im indischen Kalkutta geboren. Ihr Vater James Peter Pattle arbeitete als leitender Angestellter für die „East India Company“. Der Geburtsname ihrer Mutter war Adeline Maria de l’Etang. Julia Margaret verbrachte ihre Jugend bei ihrer französischen Großmutter in Versailles. Nach Abschluss ihrer Erziehung kehrte sie 1834 nach Indien zurück. Bei einem gemeinsamen Aufenthalt mit ihren Eltern in Südafrika lernte sie 1836 am Kap der Guten Hoffnung den 20 Jahre älteren Juristen Charles Hay Cameron kennen, der damals Mitglied des „Supreme Council of India“ war. Beide heirateten am 1. Februar 1838 in Kalkutta. Das Ehepaar bekam insgesamt sechs Kinder, keine ungewöhnliche Anzahl zu jener Zeit.

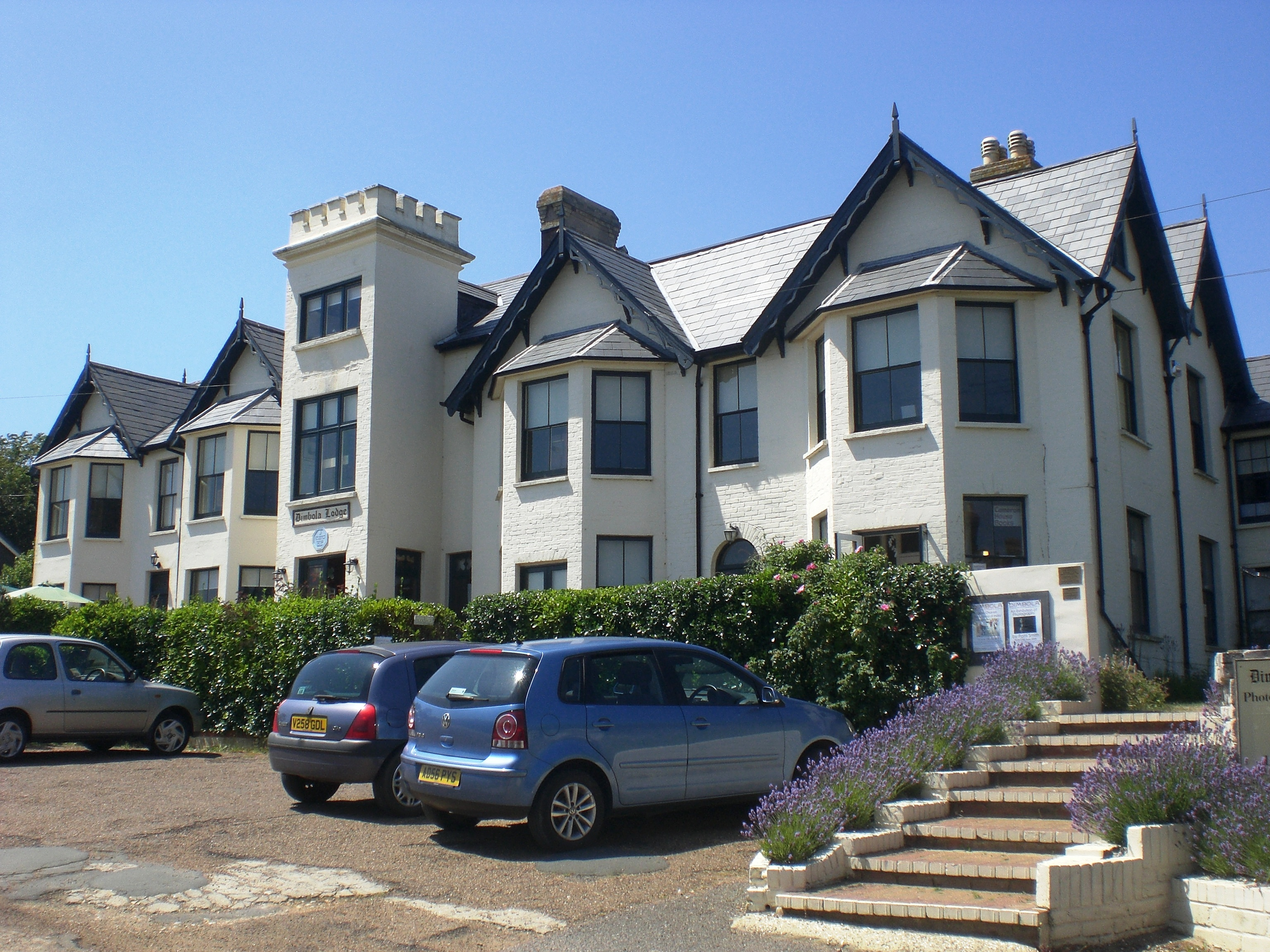
Dimbola Lodge (2009)

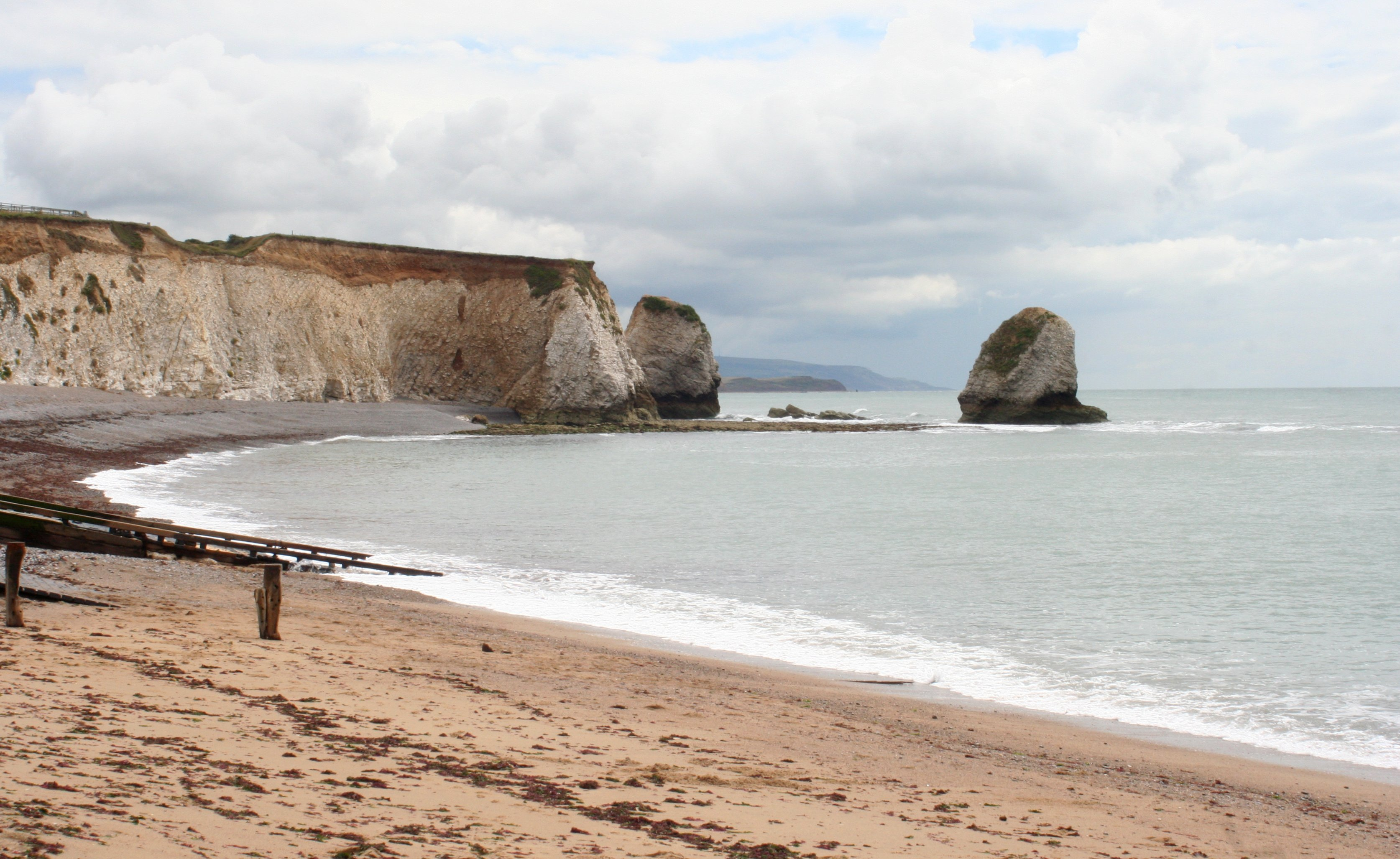
Die Freshwater Bay auf der Isle of Wight

Nach Charles Hay Camerons Pensionierung 1848 siedelten sie nach Großbritannien über. Im Londoner Stadtteil Kensington lebten sie in der Nähe bekannter Künstler und freundeten sich mit ihnen an, so etwa mit dem Maler George Frederic Watts und den Dichtern Henry Taylor und Lord Alfred Tennyson. Ein Besuch in Farringford House, dem Wohnsitz Tennysons auf der Isle of Wight, veranlasste sie, 1860 zwei angrenzende Grundstücke an der Freshwater Bay im Westen der Insel zu kaufen. Das Anwesen nannten sie Dimbola Lodge, nach der Plantage der Familie auf Ceylon (heute Sri Lanka). Die Isle of Wight, nahe der englischen Südküste vor Portsmouth gelegen, landschaftlich reizvoll und klimatisch angenehm, war schon im 19. Jahrhundert ein gefragter Wohn- und Urlaubsort. Zu den prominenten Anwohnern und Sommergästen zählten neben vielen anderen Queen Victoria und Prinz Albert, Charles Darwin, Charles Dickens, Karl Marx, Lewis Carroll und William Turner. 
Dimbola Lodge wurde für Julia Margaret Cameron Ausgangspunkt und Zentrum ihres Lebens als Fotografin. Hier empfing und porträtierte sie ihre berühmten Gäste, hier arrangierte sie ihre bekannten Bilder. Henry Taylor schrieb über Dimbola Lodge: „... wahrhaftig ein Haus, in dem sich jeder mit Vergnügen aufhielt und in dem jeder, ob Mann, Frau oder Kind, stets willkommen war.“ Heute befindet sich hier ein Museum, das Informationen über Julia Margaret Camerons Leben und Werk vermittelt.
1875 zogen die Camerons nach Kalutara an der Westküste Ceylons, etwa 35 km südlich von Colombo. Julia Margaret Cameron befand sich zu diesem Zeitpunkt auf dem Höhepunkt ihres Ruhmes als Fotografin. Zwei Ausstellungen mit ihren Arbeiten liefen gleichzeitig in London und Bournemouth. Ihre Bilder waren so begehrt, dass von ihren frühen Werken neue Negative hergestellt und 70 Motive in je zwei verschiedenen Tönungen – rotbraun und schwarz – neu veröffentlicht wurden. 
Auf Ceylon entstanden nur noch wenige Fotos, vorwiegend von Plantagenarbeitern. 1878 reisten die Camerons noch einmal kurz nach England. Julia Margaret Cameron starb im Alter von 63 Jahren in Kalutara. Einer ihrer letzten Briefe war an Lady Tennyson gerichtet. Darin blickte sie zufrieden auf das Erreichte zurück: „Ein Segen ruhte auf meiner photographischen Arbeit; Millionen bereitete sie Vergnügen und sehr vielen ein tieferes Glück.“
In einem längeren Nachruf der Times hieß es: „Mrs. Cameron erreichte ein großes Publikum mit ihren originellen Fotografien, in denen sie auf ganz eigene Weise, indem sie die sonst übliche Schärfe der Darstellung vernachlässigte, eine Reihe von Porträts und Gruppenbildern herstellte, die in ihrer Suggestivität einzigartig sind. [...] Mrs. Camerons besonderer Enthusiasmus, die Energie, mit der sie jede ihrer Unternehmungen anging, ihre seltene Selbstlosigkeit und Hilfsbereitschaft machten sie einem großen Freundeskreis lieb und teuer [...].“

## Werk

### Weg zur Fotografie

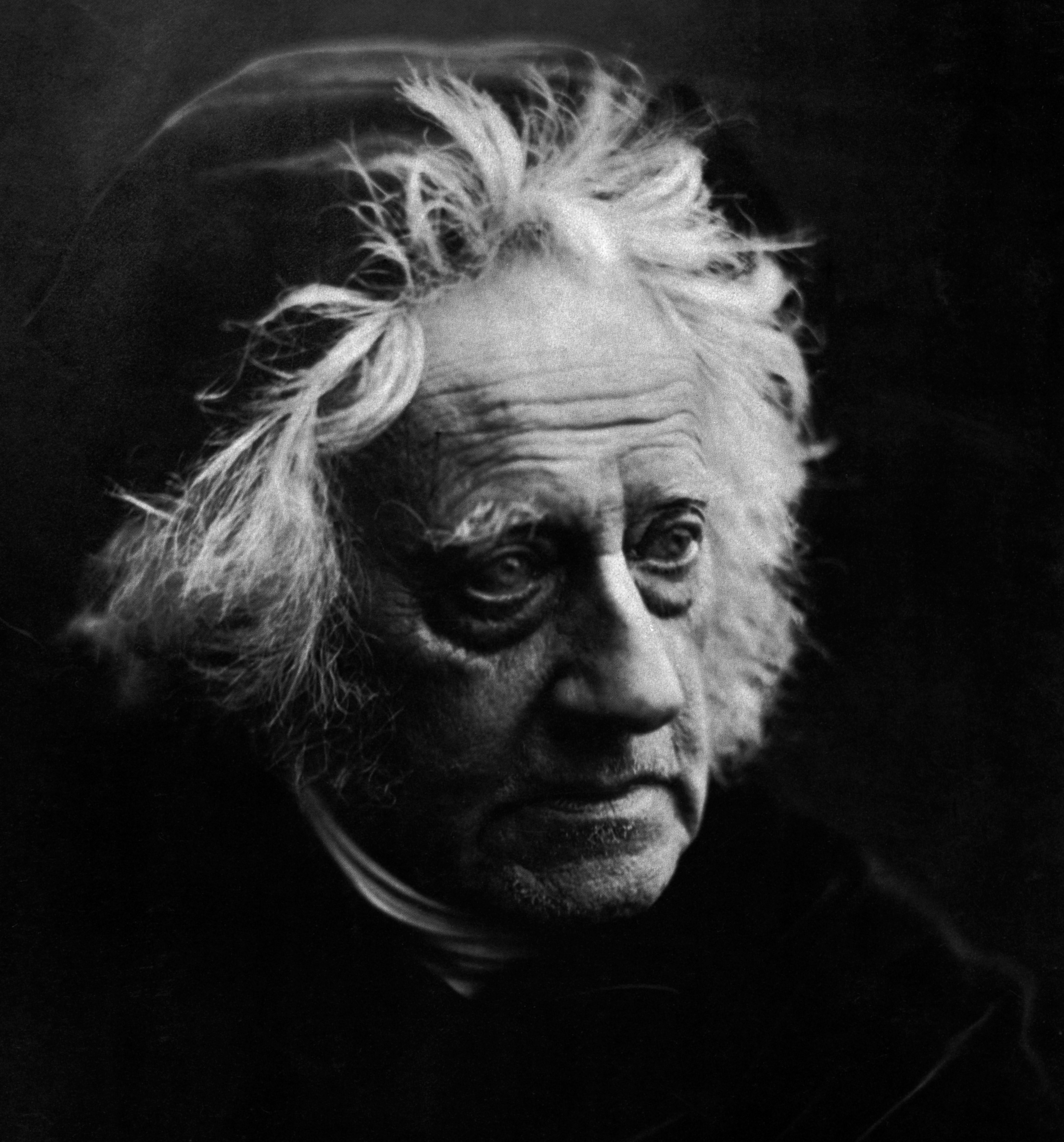
Sir John Herschel, fotografiert von Julia Margaret Cameron, 1867

Seit ihrer Rückkehr aus Indien 1848 ging Julia Margaret Cameron verstärkt ihrer Neigung zu Kunst und Literatur nach. Sie las die zeitgenössischen Dichter und besuchte Kunstausstellungen. Ihr Interesse galt auch der jungen Ausdrucksform der Fotografie. Sie war befreundet mit dem Astronomen John Herschel, der sich insbesondere durch seine Zusammenarbeit mit William Henry Fox Talbot Verdienste um das neue Medium erworben hatte und ihr schon 1841 einige von dessen Aufnahmen, sogenannte Kalotypien, nach Kalkutta geschickt hatte. Ihren zahlreichen Freunden schenkte sie Fotoalben mit Aufnahmen verschiedener Fotografen, unter anderen von Oscar Gustave Rejlander. Dieser schwedisch-britische Pionier der künstlerischen Fotografie besuchte 1863 die Isle of Wight, um ihren Nachbarn Alfred Tennyson zu porträtieren. Dort konnte sie ihn bei der Arbeit beobachten. Im Dezember desselben Jahres machte ihre älteste Tochter ihr eine Kamera zum Geschenk, als Mittel der Zerstreuung während der häufigen Geschäftsreisen ihres Mannes. Aus einem gläsernen Hühnerstall und einem Kohlenkeller entstanden durch einfache Umbauten ein Atelier und eine Dunkelkammer; aus dem gedachten Hobby wurde in kürzester Zeit eine Leidenschaft.

### Problematische Technik
Julia Margaret Cameron musste sich mit einer unausgereiften Technik auseinandersetzen. Erst in den 1830er Jahren war die Herstellung haltbarer fotografischer Bilder erfunden worden, seit etwa 1850 gab es ein Verfahren, das auch für Amateure anwendbar, aber immer noch sehr umständlich war. Bei diesem so genannten Nassen Kollodiumverfahren verwendete sie als Bildträger großformatige Glasplatten (eine Aufnahme typischer Größe, Camerons Porträt von Sir John Herschel, maß 33,5 × 28 cm). Vor und nach jeder Aufnahme wurden die Platten mehrfach mit flüssigen Chemikalien behandelt, für die eigentliche Aufnahme mussten sie feucht in einer lichtdichten Kassette in die Kamera eingebracht, dann belichtet und unmittelbar danach in einem Dunkelraum weiter bearbeitet werden. Camerons Platten waren zum Teil ungleichmäßig beschichtet und wiesen Staubkörner auf, die Abzüge waren oft unvollkommen fixiert und blichen aus. In einem kritischen Beitrag des Photographic Journal hieß es: „Mrs. Cameron wird bessere Ergebnisse erzielen, wenn sie den richtigen Gebrauch ihres Gerätes erlernt hat.“
Auf verbreitetes Unverständnis stieß vor allem ihr Umgang mit der Bildschärfe, oft sind weite Partien ihrer Fotos unscharf gehalten. Sie selbst räumte anfängliche Schwierigkeiten bei der Fokussierung ein, erklärte danach aber ihre Technik zum beabsichtigten Stilmittel: „Was bedeutet Schärfe – und wer hat das Recht zu sagen, welche Schärfe die richtige ist?“ Viele Zeitgenossen, besonders die fachkundigen, wollten ihr darin nicht folgen. Im Photographic Journal vom 15. Februar 1865 war zu lesen: „Mrs. Cameron stellt ihre Serien unscharfer Porträts von Berühmtheiten aus. Wir müssen der Dame Mut zur Originalität zugestehen, allerdings auf Kosten aller sonstigen photographischen Qualitäten“. Der Mathematiker, Schriftsteller und Fotograf Lewis Carroll, Autor von Alice im Wunderland und Besucher auf der Isle of Wight, berichtete: „Abends hatten Mrs. Cameron und ich eine gemeinsame Ausstellung unserer Photographien. Ihre waren alle vorsätzlich unscharf – einige sehr malerisch, andere bloß hässlich; sie aber sprach von ihnen, als wären sie der Gipfel der Kunst.“ Sie ging mit derart kritischen Äußerungen selbstbewusst um: „Die ‚Photographic Society of London‘ hätte mich in ihrem Journal völlig entmutigt, wenn ich diese Kritik nicht richtig bewertet hätte. Sie war grob und zu offensichtlich ungerecht, als dass ich sie mir zu eigen machen konnte ...“

### Fotografin
Mitbürger beschrieben Julia Margaret Cameron als zielstrebige, überaus energische Person. Ihre fotografischen Sitzungen waren langwierig und für die Modelle sehr anstrengend. Tennyson begleitete den seinerzeit populären Dichter Henry Wadsworth Longfellow zu ihrem Atelier und warnte ihn: „Longfellow, Sie werden alles tun müssen, was sie sagt. Ich werde bald zurück sein und nachsehen, was von Ihnen übrig ist.“ Weil sie oft schwache Lichtquellen einsetzte, ergaben sich überlange Belichtungszeiten von drei bis sieben Minuten, die nach dem damaligen Stand der Technik eigentlich nicht mehr erforderlich waren. Wenn eine Aufnahme wiederholt werden sollte, musste die Fotografin ihre Dunkelkammer aufsuchen, um die nächste Platte zu präparieren; den Modellen war auch während dieser Zeit jede Regung untersagt. Neben Camerons thematischen Vorgaben waren es diese technischen Bedingungen, die auf den fertigen Bildern den erwünschten Ausdruck von Konzentration, Würde, Resignation oder Innerlichkeit hervorbrachten. Heiterkeit gehörte nicht zu den Gefühlsregungen, die sie darstellte.
Cameron war gläubige Angehörige der Anglikanischen Kirche und Moralistin. Sie vertrat die Ansicht, die Qualität eines Kunstwerks hänge ganz wesentlich von der Moral seines Inhalts ab und war davon überzeugt, dass religiöse Kunst nicht nur in der Vergangenheit, sondern jederzeit ihre Berechtigung habe und dass man sie auch mit den Mitteln der Fotografie fortführen könne. Cornelius Jabez Hughes (1819–1884), ein Schriftsteller und Fotograf mit eigenem Studio auf der Isle of Wight, schrieb damals über seinen Beruf: „Wenn Menschen mit Tiefe und Ernst versuchen, ihre Ideen von moralischer und religiöser Schönheit auszudrücken, indem sie dazu die Hohe Kunst der Fotografie anwenden, dann können wir stolz sein auf unsere ruhmreiche Kunst und darauf, zu ihrer Entwicklung beigetragen zu haben.“ Diese Formulierung stimmte genau mit Camerons Vorstellungen überein.
Wegen ihrer gesellschaftlichen Stellung sah sie sich nicht als professionelle Fotografin. In ihrer Autobiographie beschrieb sie, wie sie einen etwas anmaßend formulierten Auftrag (Miss Lydia Louisa Summerhouse Donkins informs Mrs. Cameron, that she wishes to sit her...) höflich, aber sehr entschieden zurückgewiesen habe, unter Hinweis darauf, dass sie nicht beruflich fotografiere. Sie betrachtete aber ihre Bilder als „Errungenschaften der Kunst“ und suchte dafür die Öffentlichkeit. Schon 1864 wurde sie als Mitglied in die Royal Photographic Society in London aufgenommen. 1865 folgte die erste von zahlreichen Ausstellungen. Sie nahm an Wettbewerben teil und errang dabei mehrfach Auszeichnungen. Insgesamt veröffentlichte sie über 1200 Fotografien, viele von ihnen wurden verkauft; für ihre Aufnahmen hatte sie ein Urheberrecht eintragen lassen, immer mit dem Zusatz From Life.

### Porträts

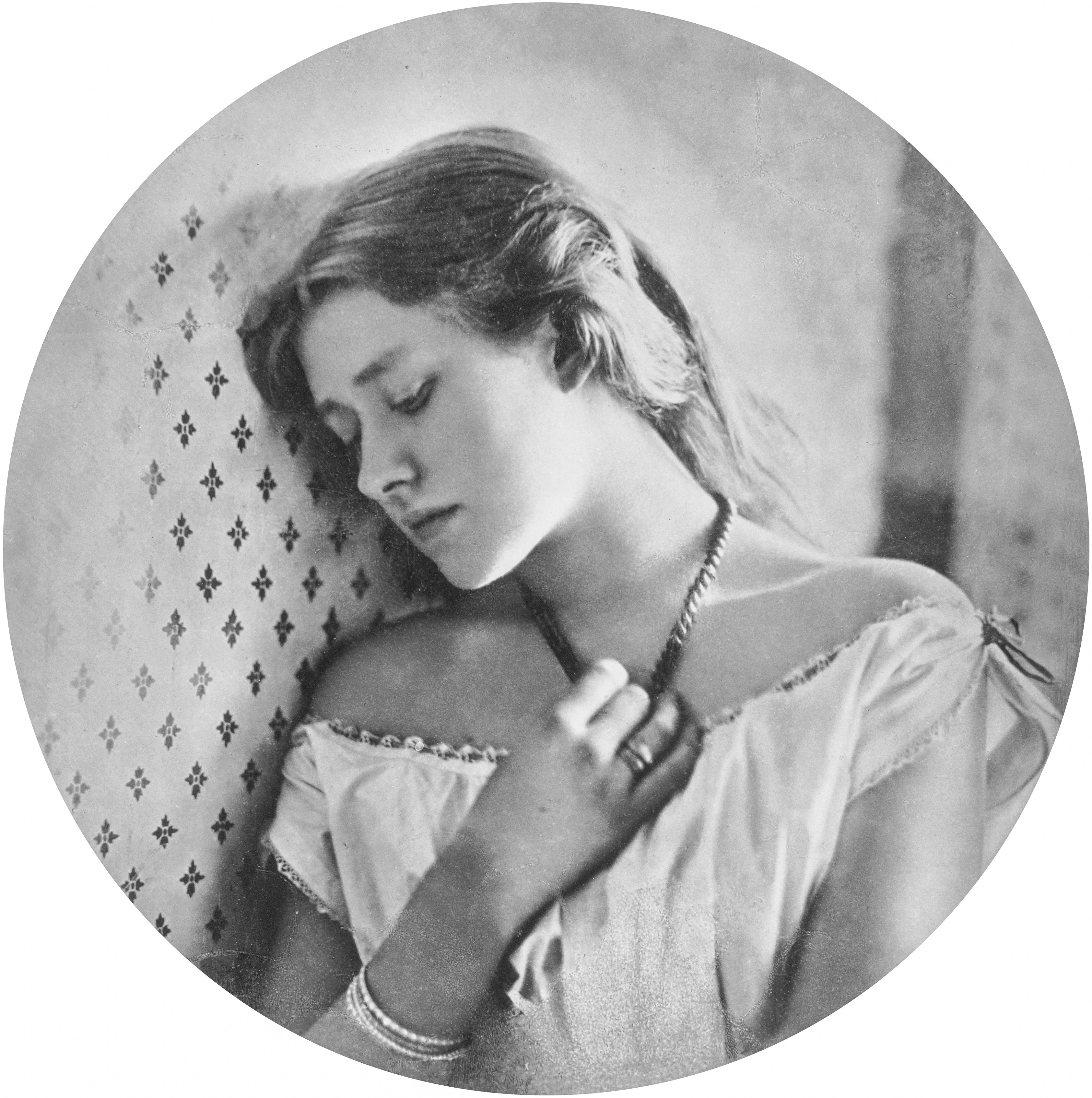
Ellen Terry, 16-jährig
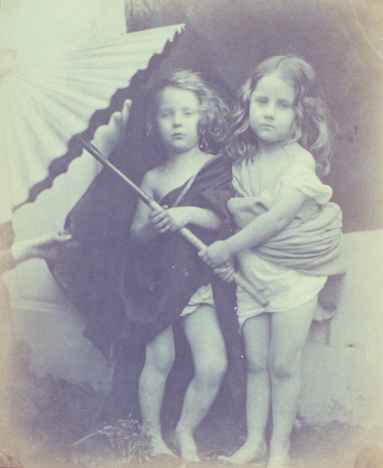
Paul und Virginia
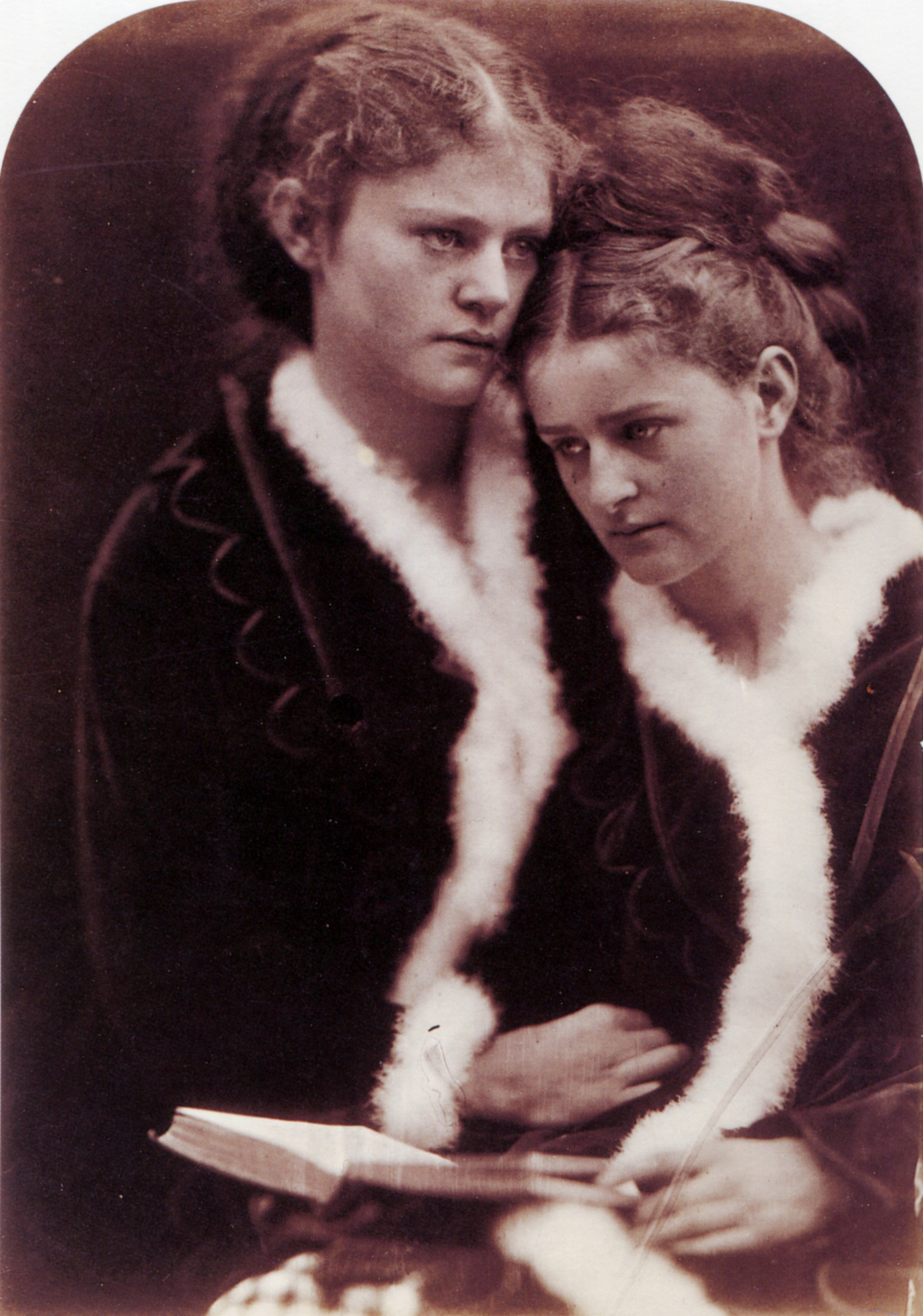
Mary und Emily Peacock, Schwestern
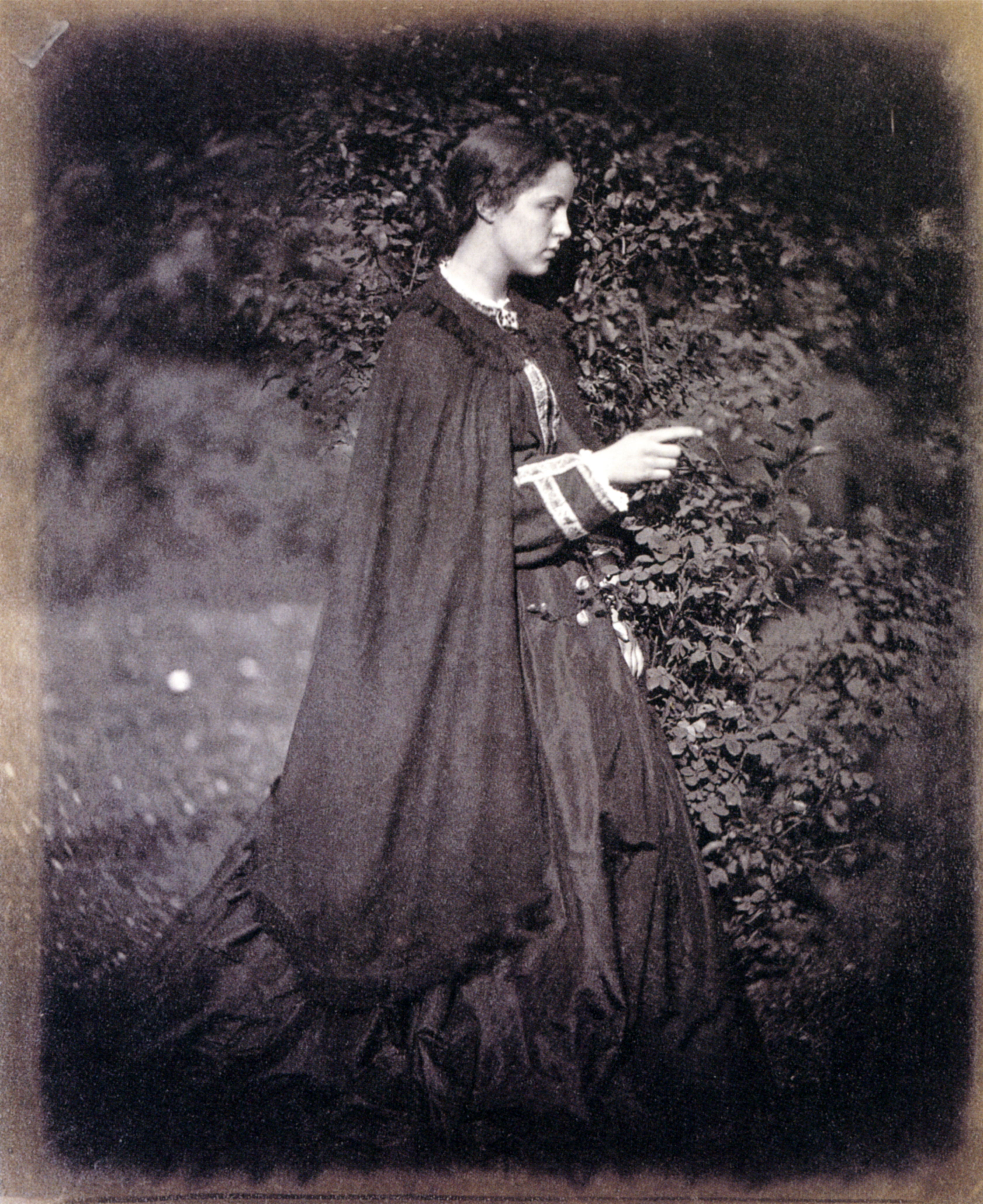
Magdalene Brookfield
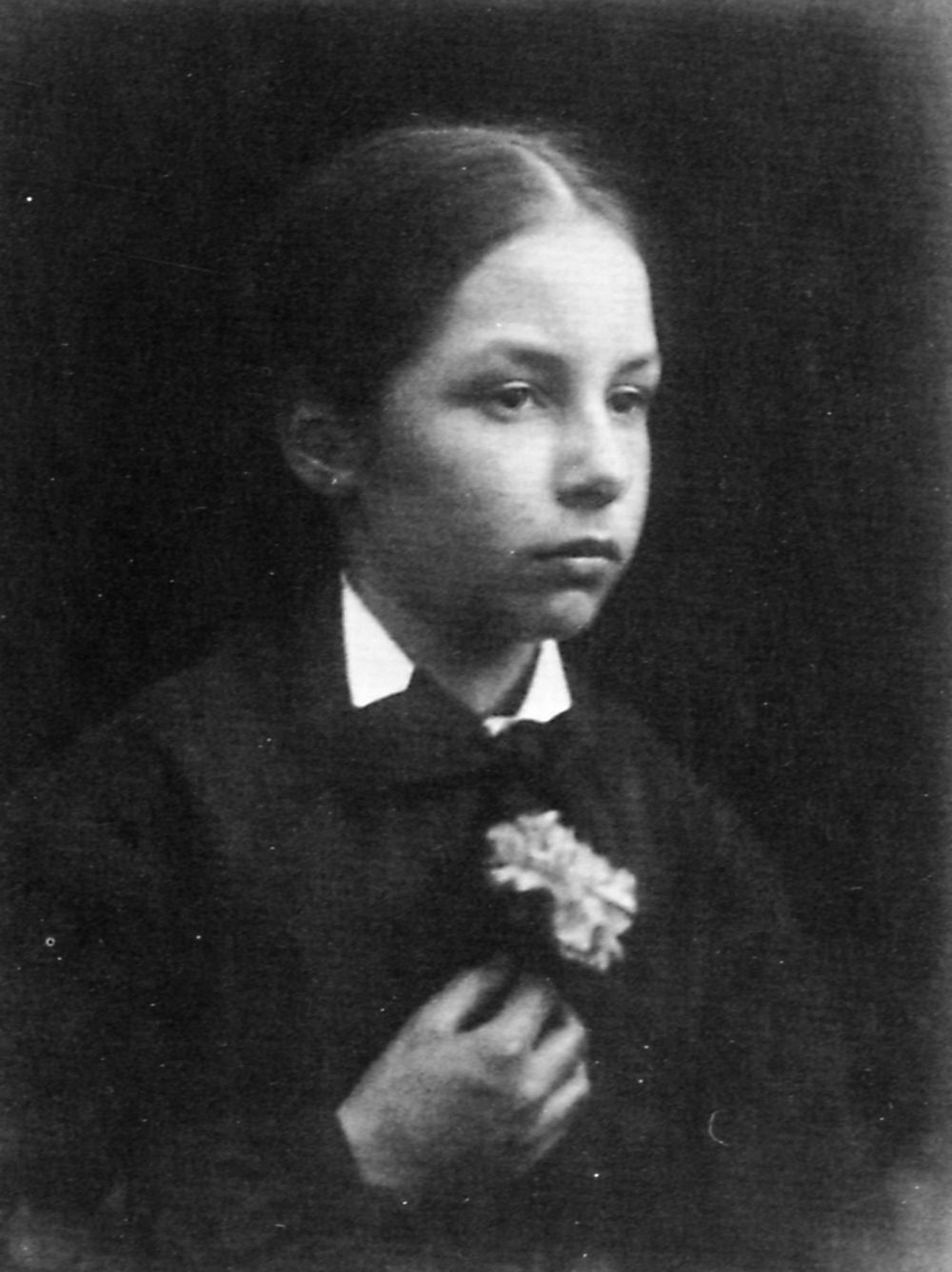
Margaret Norman
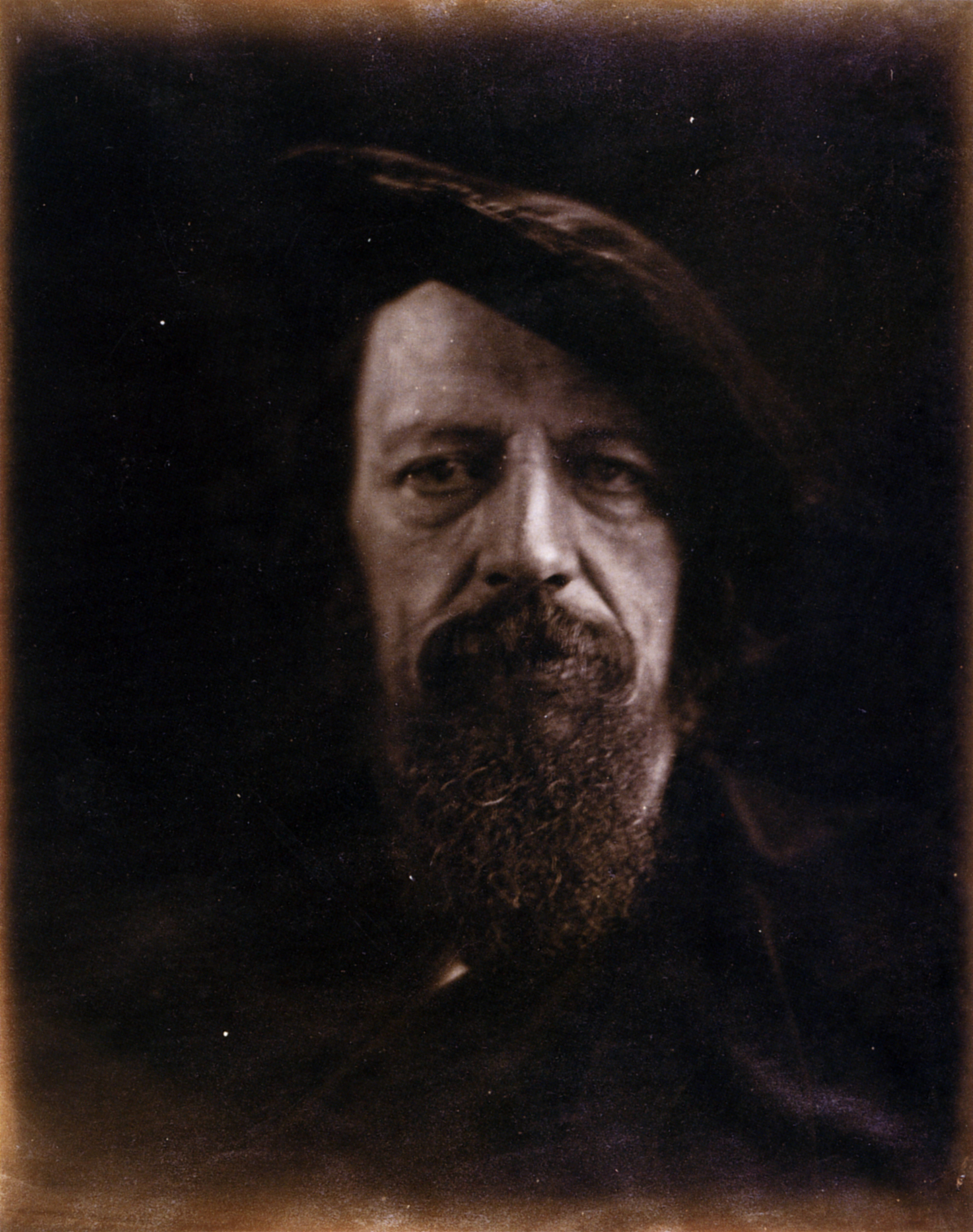
Alfred Tennyson, 1866
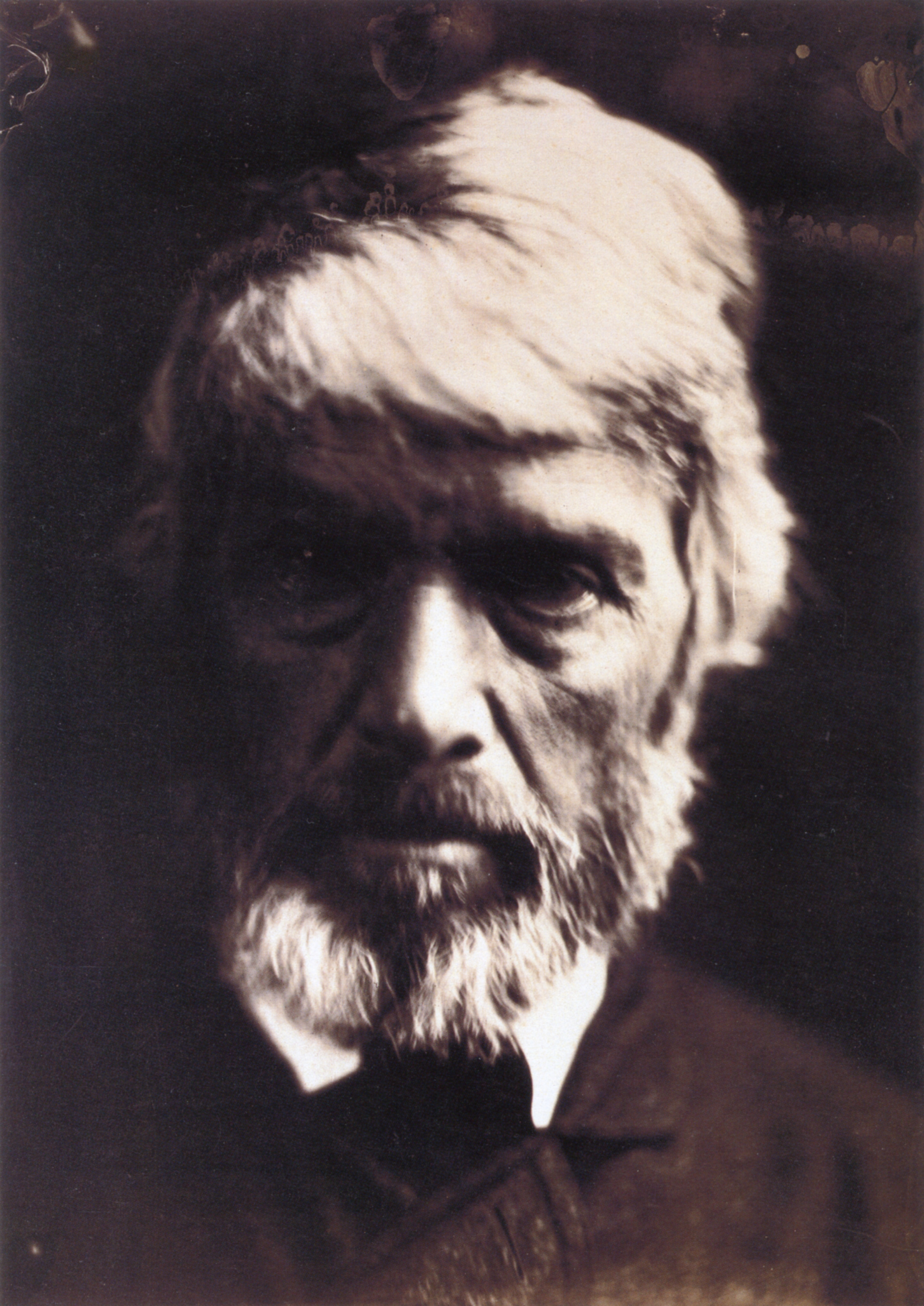
Thomas Carlyle, 1867
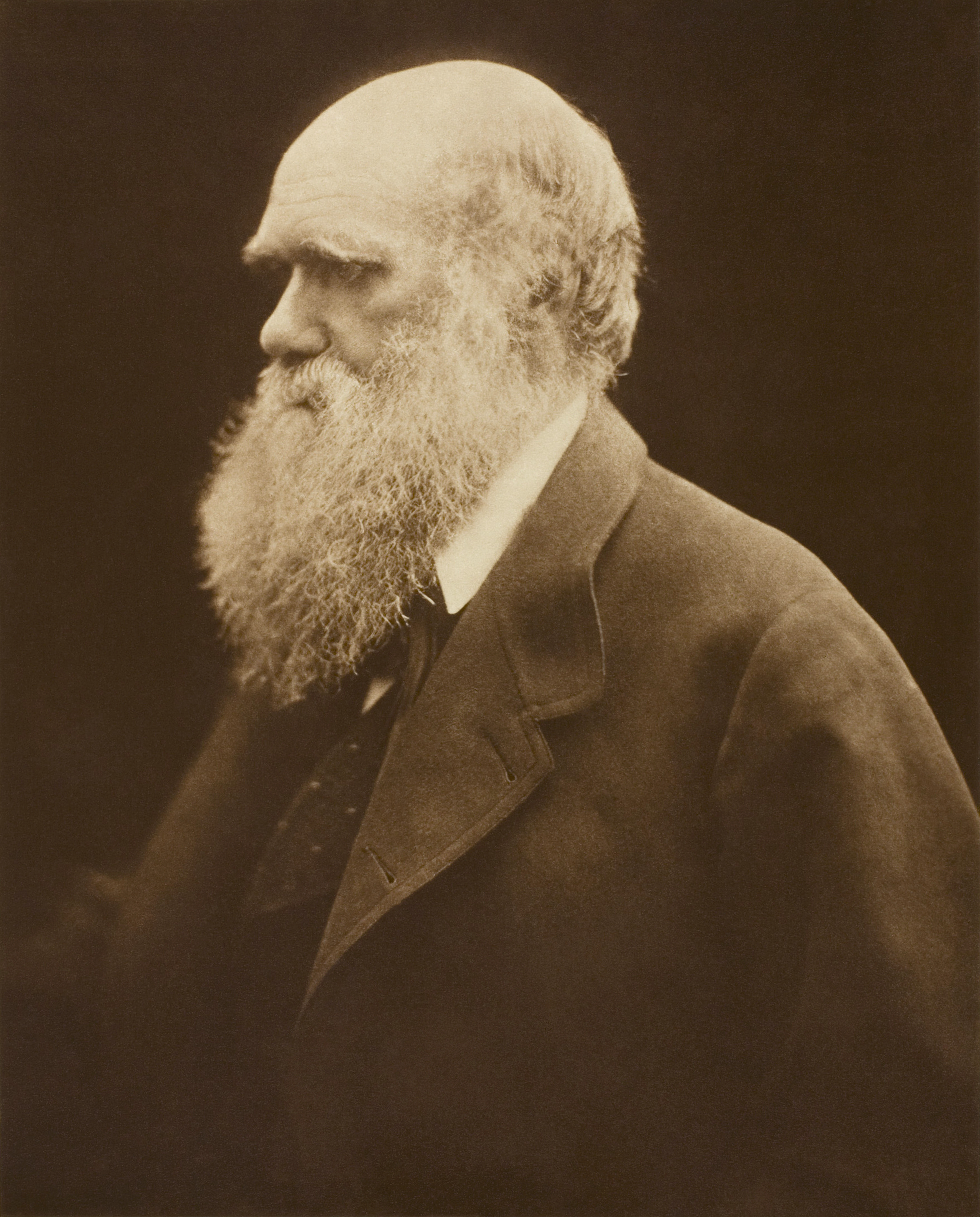
Charles Darwin, 1868
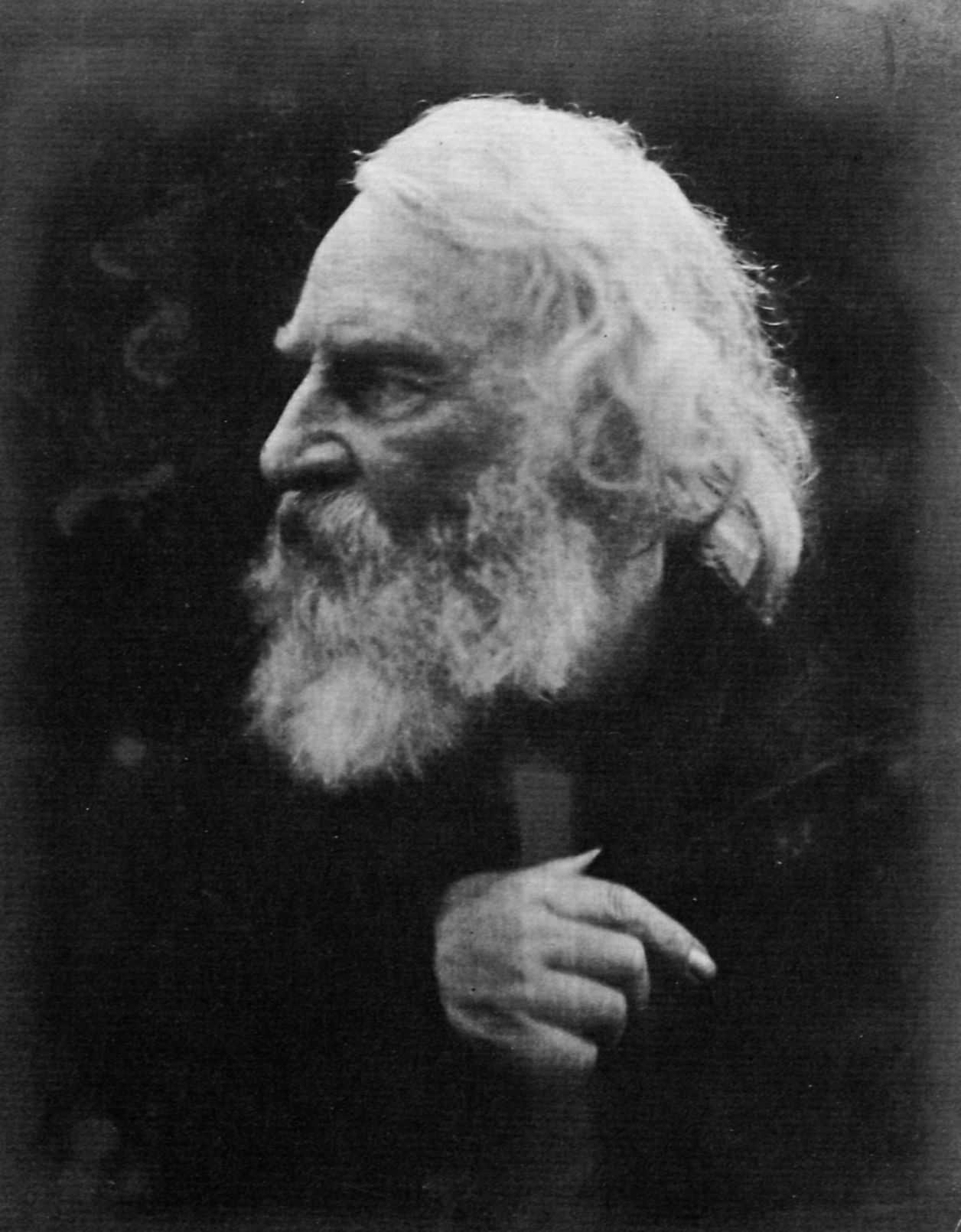
Henry Wadsworth Longfellow, 1868
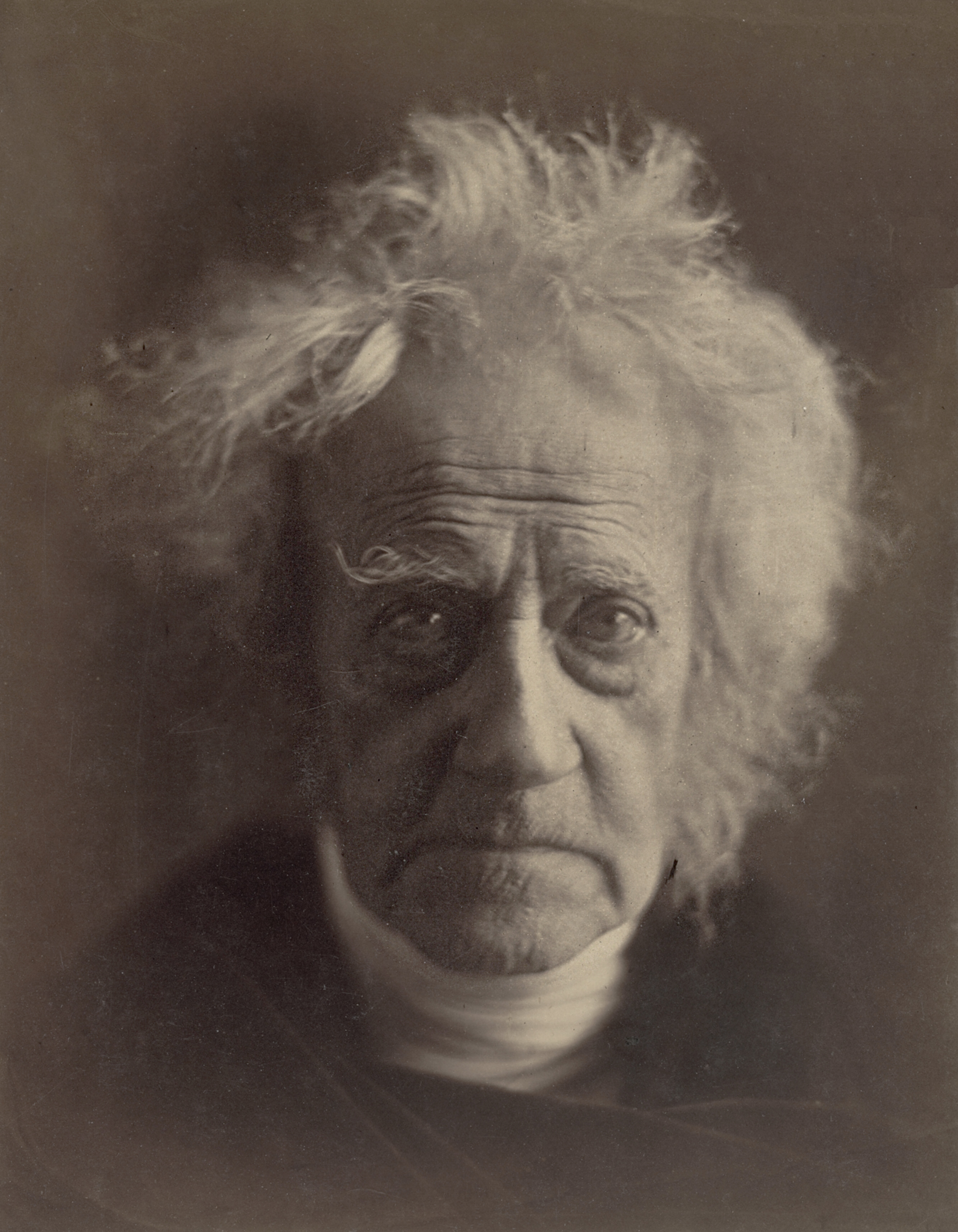
Sir John Herschel, 1867

Camerons technischen Unzulänglichkeiten oder Eigenwilligkeiten stand ihre vielfach gelobte Fähigkeit zur Bildgestaltung gegenüber. Ihre Porträts wirkten ungewöhnlich lebendig. Bei Komposition und Lichtführung konzentrierte sie sich auf das Wesentliche, die seinerzeit übliche Hintergrundstaffage ließ sie weg. Schon vor ihrer Zeit als Fotografin hatte sie die Nähe berühmter Männer und Frauen ihrer Zeit gesucht. Nun hoffte sie, das Besondere an ihnen auch auf ihren Aufnahmen sichtbar zu machen. Neben Taylor, Tennyson, Herschel, Longfellow, Watts und Darwin porträtierte sie den Dichter Robert Browning, den schottischen Historiker und Essayisten Thomas Carlyle, den Romancier William Makepeace Thackeray, den Maler Holman Hunt, den Illustrator und Schriftsteller Edward Lear, die Schauspielerin Ellen Terry und andere. Außer den klassischen Porträts machte sie Aufnahmen, bei denen sie ihren Modellen bestimmte Rollen zuwies. Beispielsweise posierte Taylor als Prophet Jeremia, Tennyson als Mönch, ihr Mann Charles Hay Cameron als Zauberer Merlin.
Zu einem Besuch bei ihrer Schwester Sarah Prinsep, in deren Londoner Wohnung häufig Künstler und Intellektuelle zu Gast waren, hatte sie ihre Kamera mitgenommen, „...um den großen Carlyle zu porträtieren. Wenn ich solche Männer vor meiner Kamera hatte, bemühte ich mich aus ganzer Seele, sowohl die innere Größe als auch das Äußere des Betreffenden gewissenhaft wiederzugeben. Ein Foto, das so entstand, war wie die Verkörperung eines Gebetes. Dieses Gefühl war besonders intensiv, als ich meinen berühmten, ebenso verehrten wie geliebten Freund Sir John Herschel fotografierte. Er war zugleich Lehrer und Hohepriester für mich. Von frühester Kindheit an hatte ich ihn geliebt und verehrt, und nach einer Freundschaft von 31 Jahren Dauer wurde mir die hohe Aufgabe zuteil, der Menschheit sein Porträt zu liefern.“

### Religiös-literarische Bilder

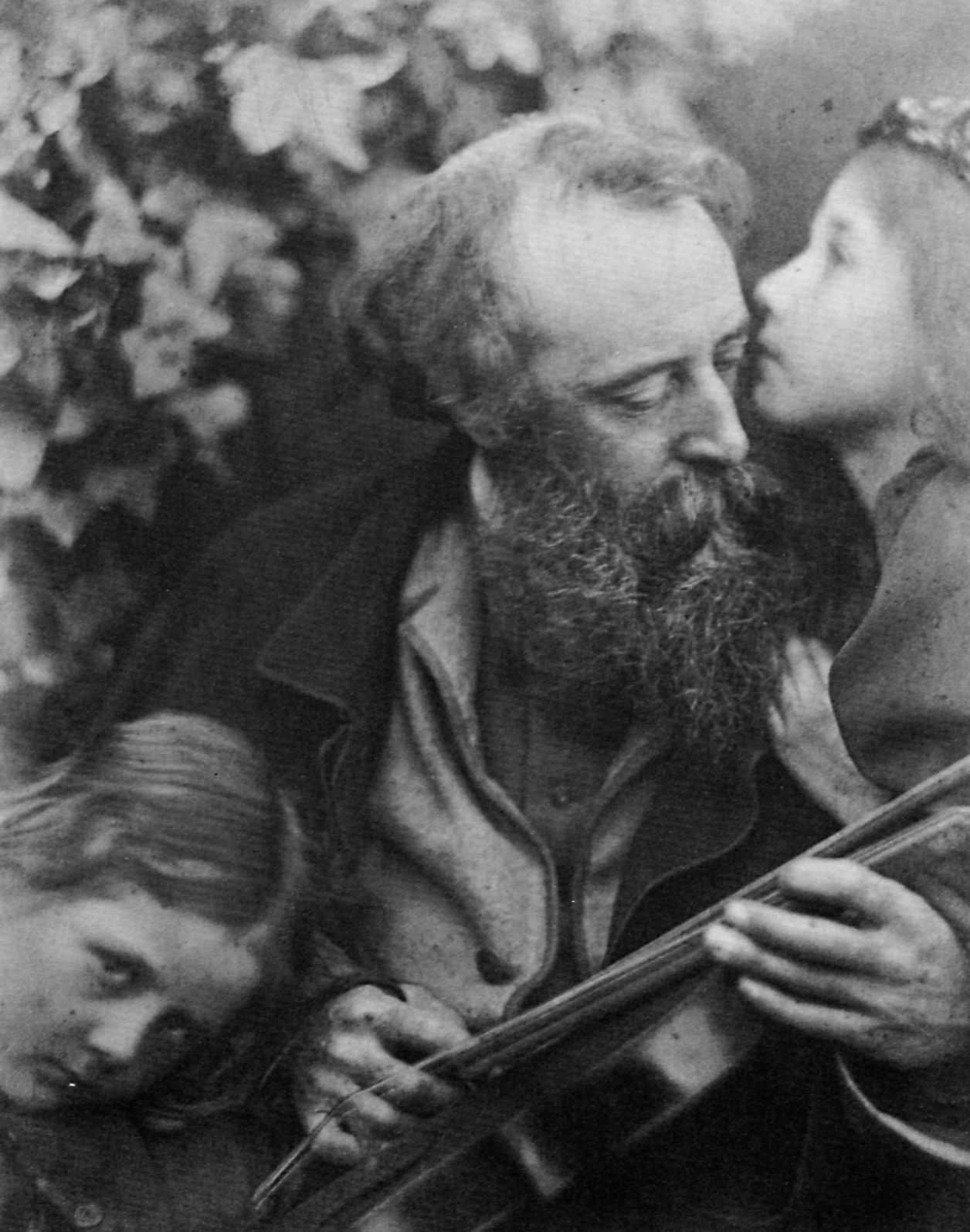
„Das Flüstern der Muse“, 1865
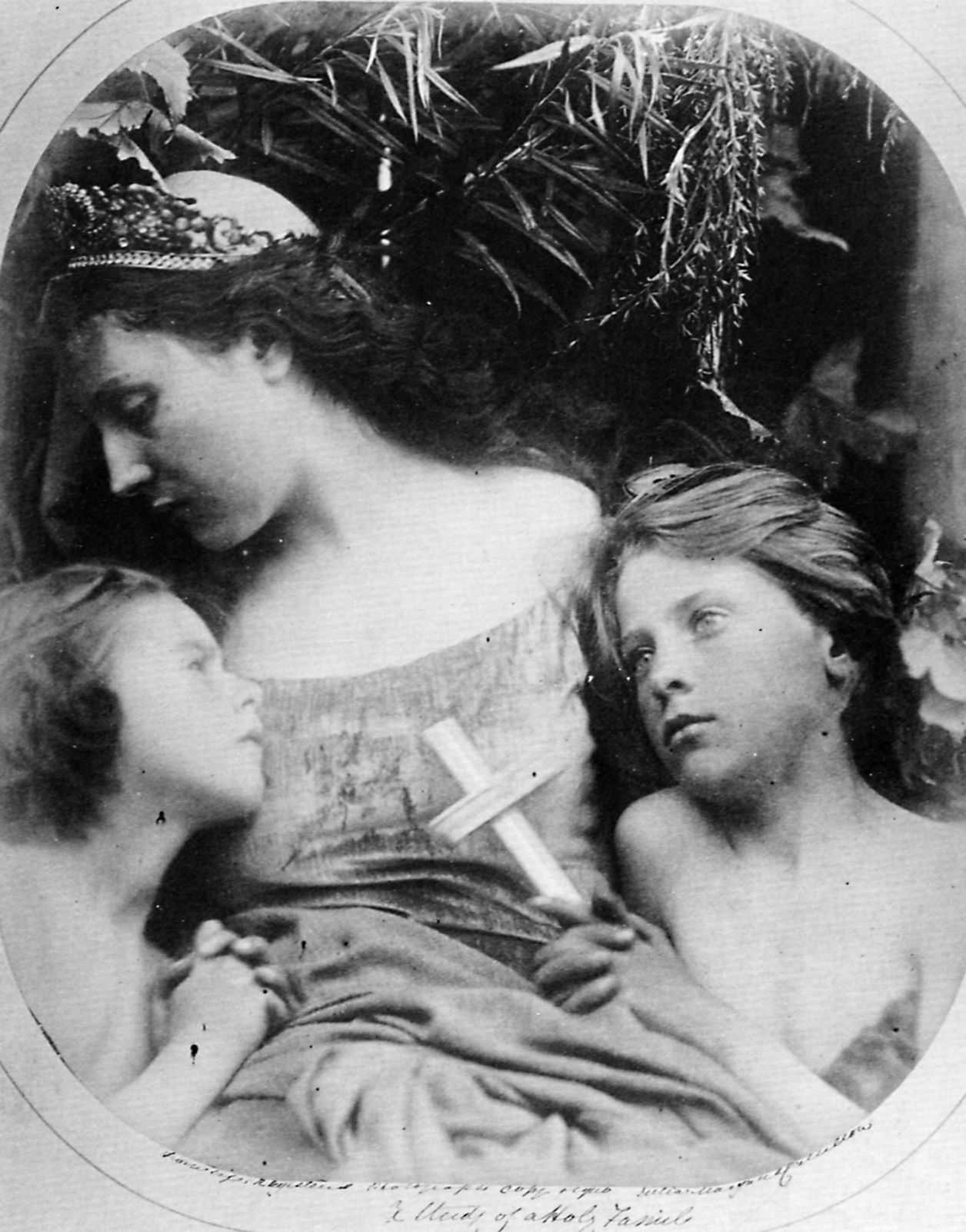
„Die Heilige Familie“, 1872
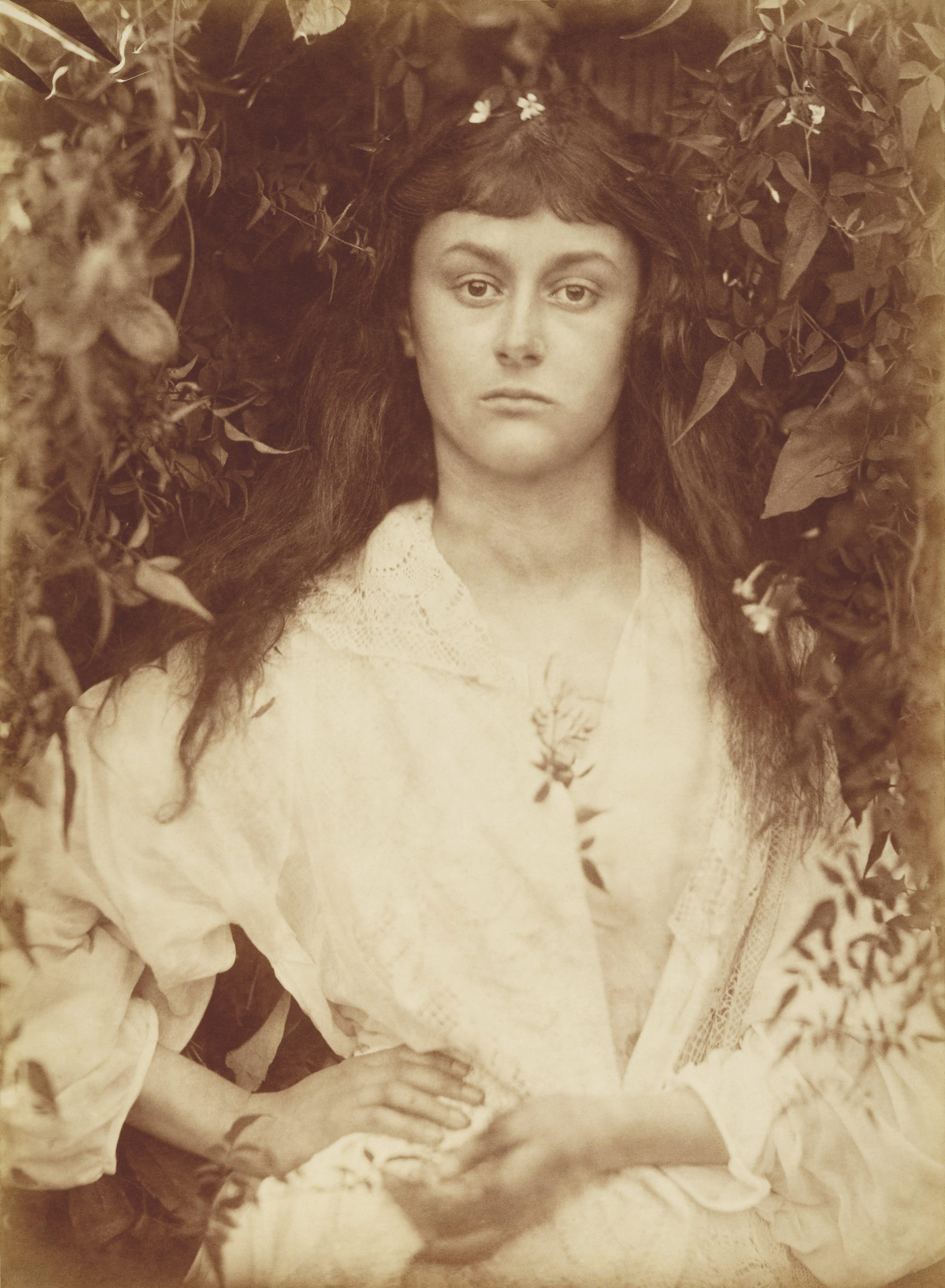
„Pomona“ (Alice Liddell als junge Frau), 1872
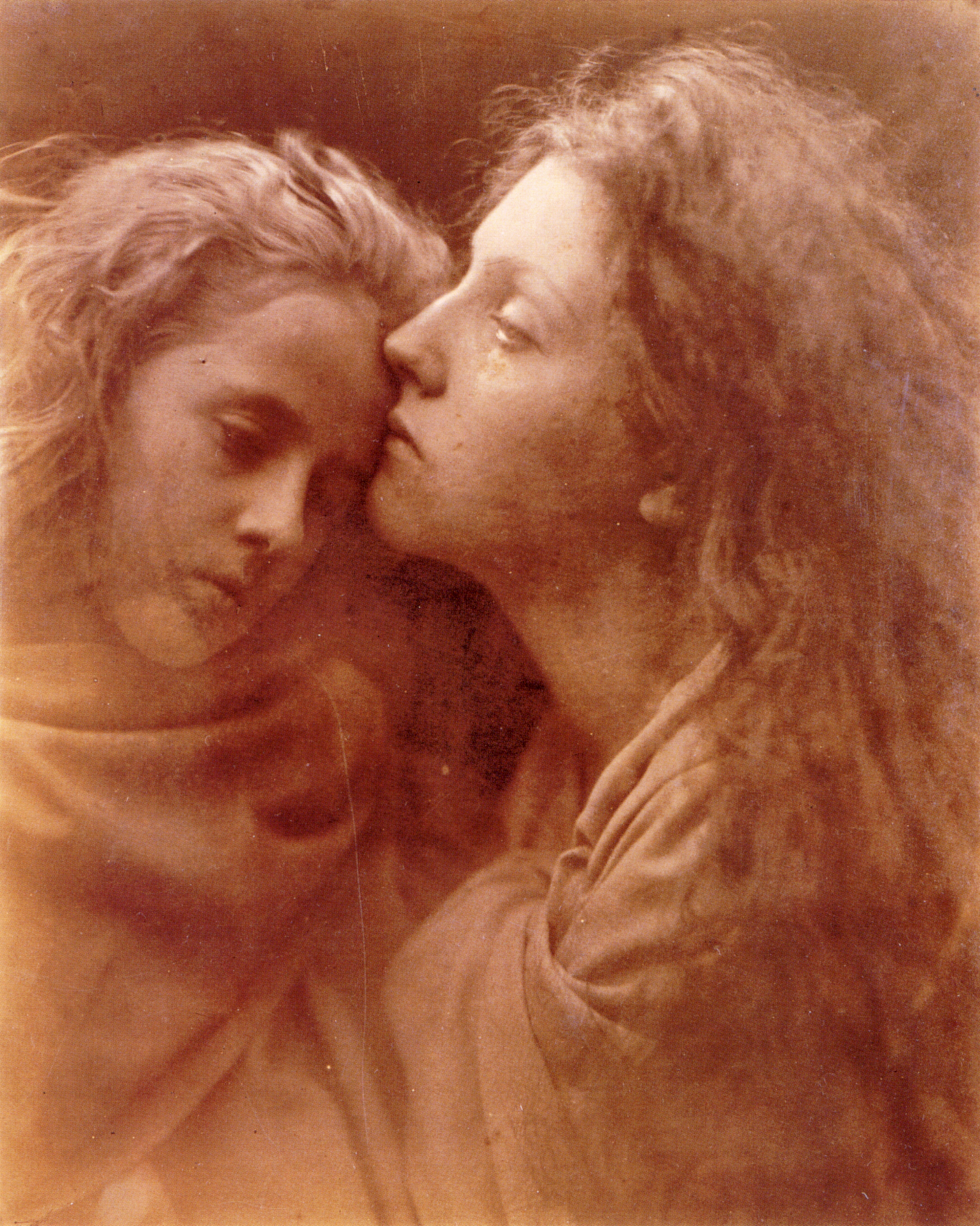
„Der Kuss des Friedens“, 1869
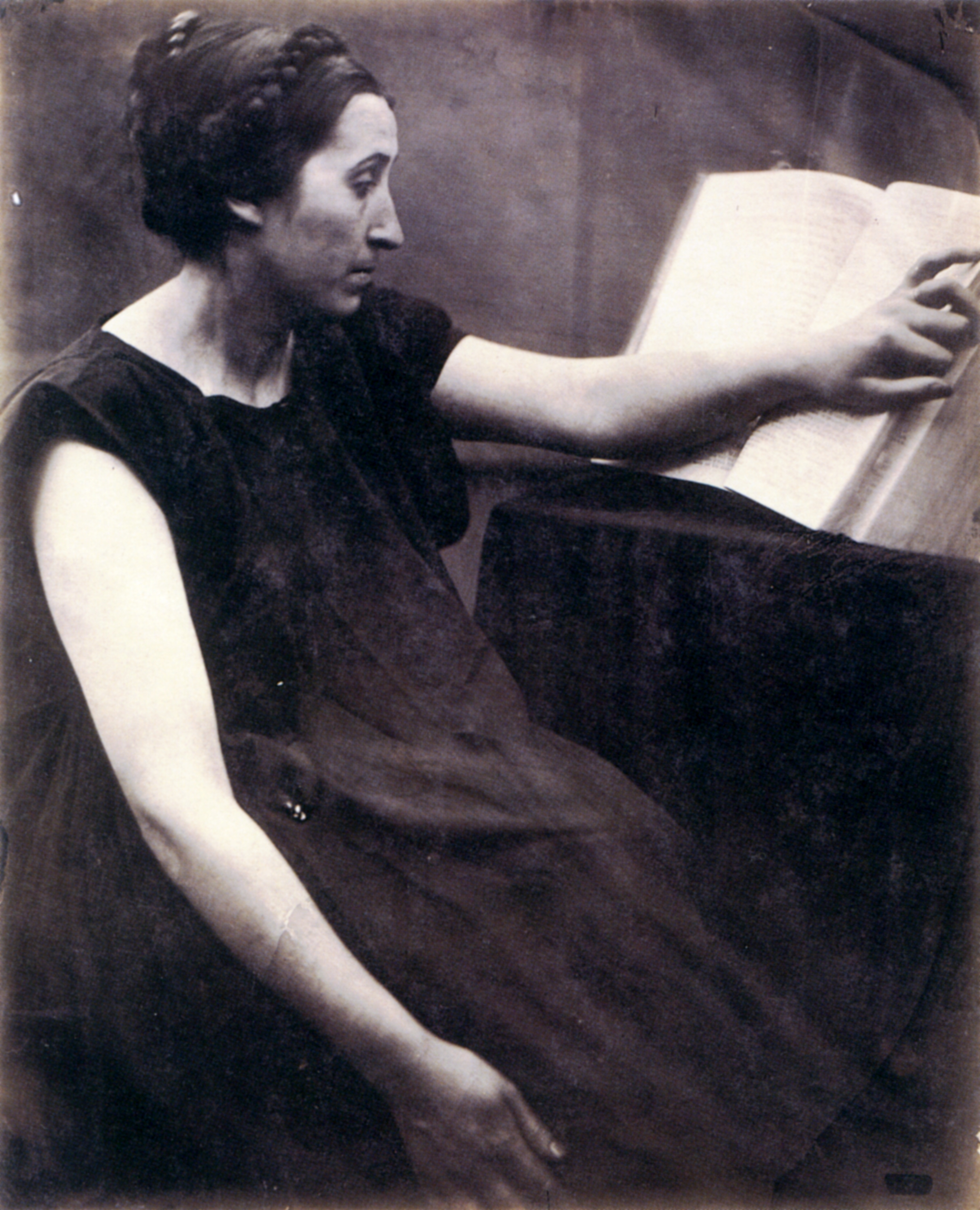
„Die Prophetin“, 1870
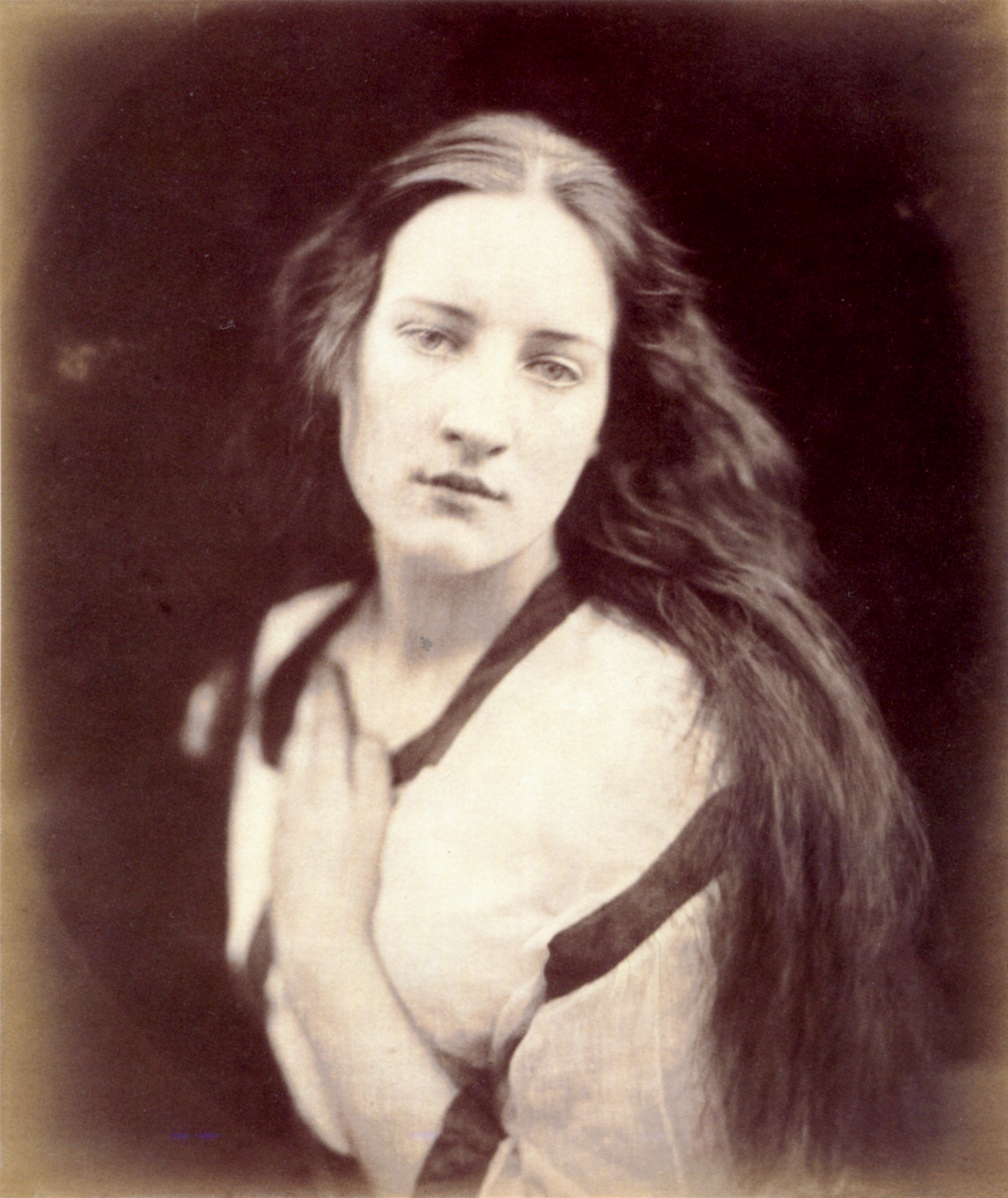
„Das Echo“, Modell: Hatty Campbe, 1887
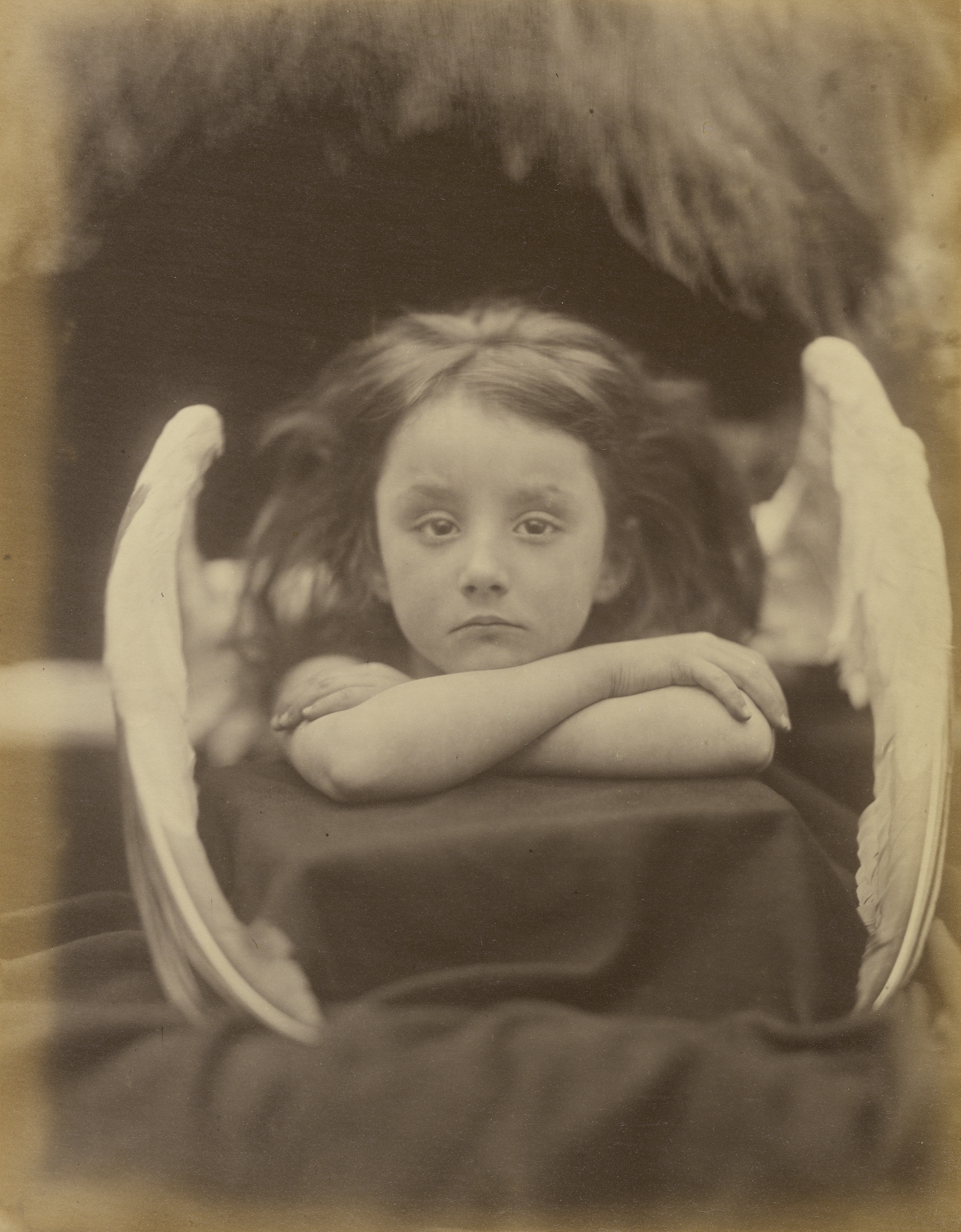
„Ich warte“, Modell: Rachel Gurney 1868
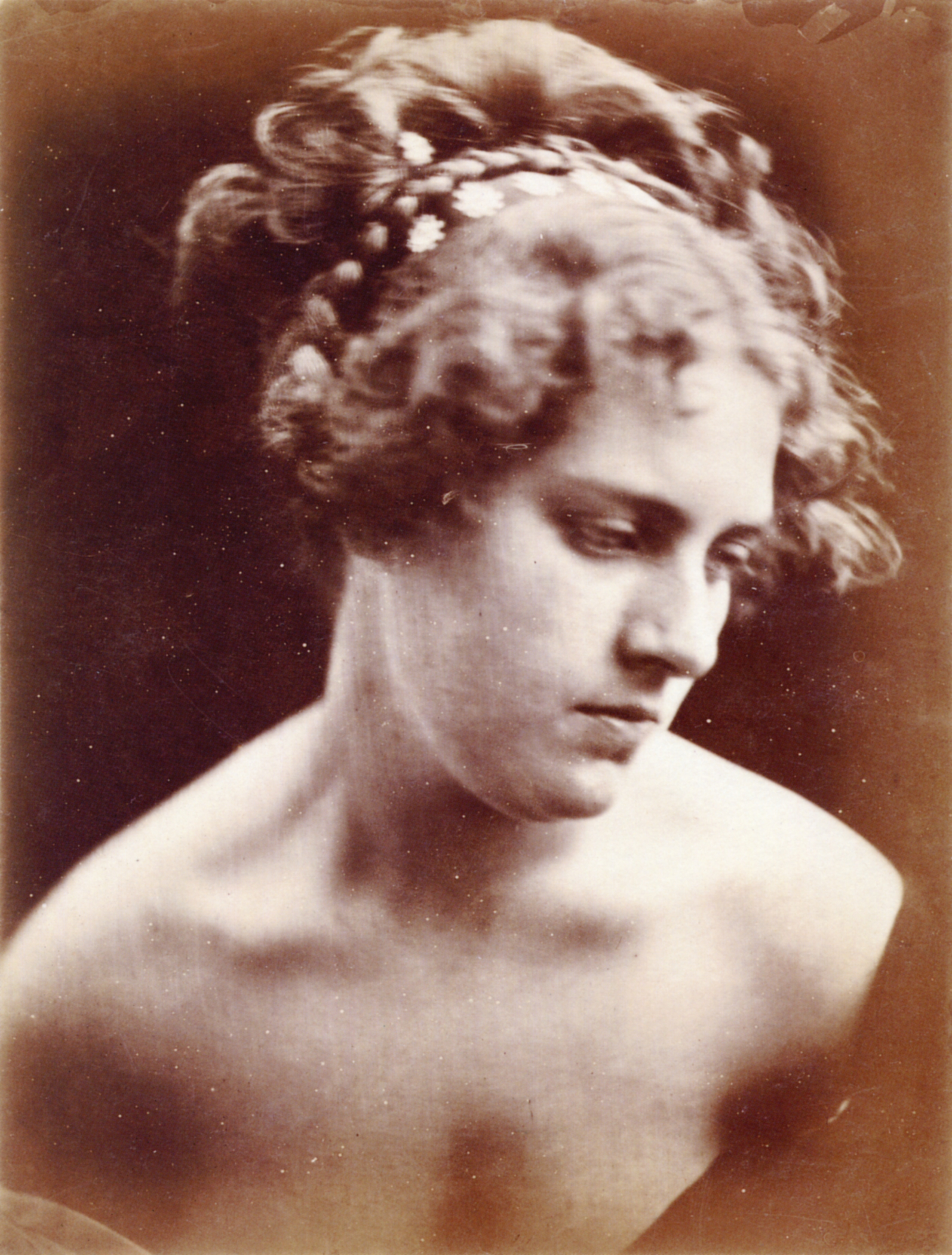
„Hebel“, Modell: Cyllena Margaret Wilson, 1868

#### Motive
Julia Margaret Cameron hatte keine formale Schulbildung, aber sie war in hohem Maße belesen. Für ihre figürlichen Arrangements schöpfte sie aus verschiedenen Quellen: dem Alten und dem Neuen Testament, der Griechischen Mythologie, der Renaissancemalerei, den Werken der klassischen und romantischen englischen Literatur. Wesentliche Vorbilder waren die Arbeiten der Präraffaeliten, einer 1848 gegründeten Bruderschaft junger britischer Maler. Deren Name bezog sich auf die italienische Malerei des 14. und 15. Jahrhunderts, also „vor Raffael“. Sie wollten den vorherrschenden idealistisch-akademischen Malstil ersetzen durch eine naturalistische Darstellungsweise, auch bei geistigen und religiösen Themen – oder, mit den Worten eines der Künstler: sie wollten statt Wachsfiguren lebendige Wesen malen. Der neue Stil gewann innerhalb weniger Jahre bedeutenden Einfluss auf die englische Malerei des 19. Jahrhunderts. Cameron stimmte mit den Auffassungen der Präraffaeliten überein: „Mein Bestreben ist es, die Fotografie zu veredeln und ihr den Charakter und die Wirkung einer hohen Kunst zu sichern, indem ich das Wirkliche und das Ideal verbinde und bei aller Verehrung für Poesie und Schönheit von der Wirklichkeit nichts opfere“, schrieb sie in einem Brief an John Herschel am 31. Dezember 1864.
Ihr Interesse an der Wirklichkeit ging jedoch nicht so weit, dass sie Alltägliches wie Beruf, soziale Stellung oder individuelle Merkmale ihrer Modelle zum Gegenstand ihrer allegorischen Bilder machte. Sie wollte vielmehr das Unsterbliche sichtbar machen, den zeitlosen Typus – die mütterliche Madonna, die leidende Ophelia, die sündige Guinevere, die wilde Waldnymphe und so weiter. Dazu bat oder kommandierte sie Verwandte, Gäste und auch zufällige Spaziergänger vor ihre Kamera, häufig auch Angehörige des Hauspersonals. Ihr Stubenmädchen Mary Hillier wurde so oft von der Hausarbeit befreit und musste stattdessen als Jungfrau Maria posieren, dass sie an ihrem Wohnort nur noch Mary Madonna genannt wurde.

#### Beispiel: Lancelot und Guinevere

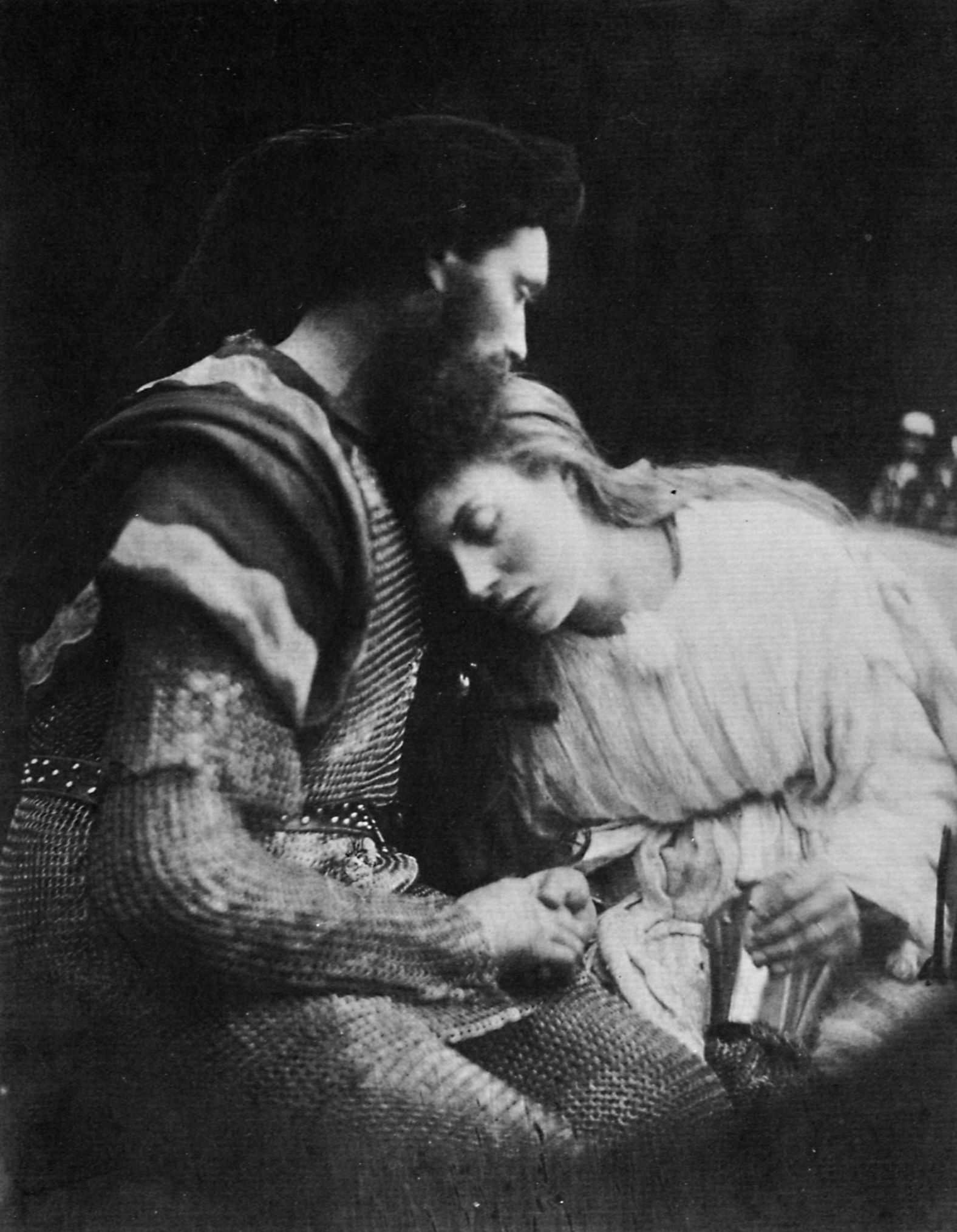
Der Abschied von Lancelot und Guinevere

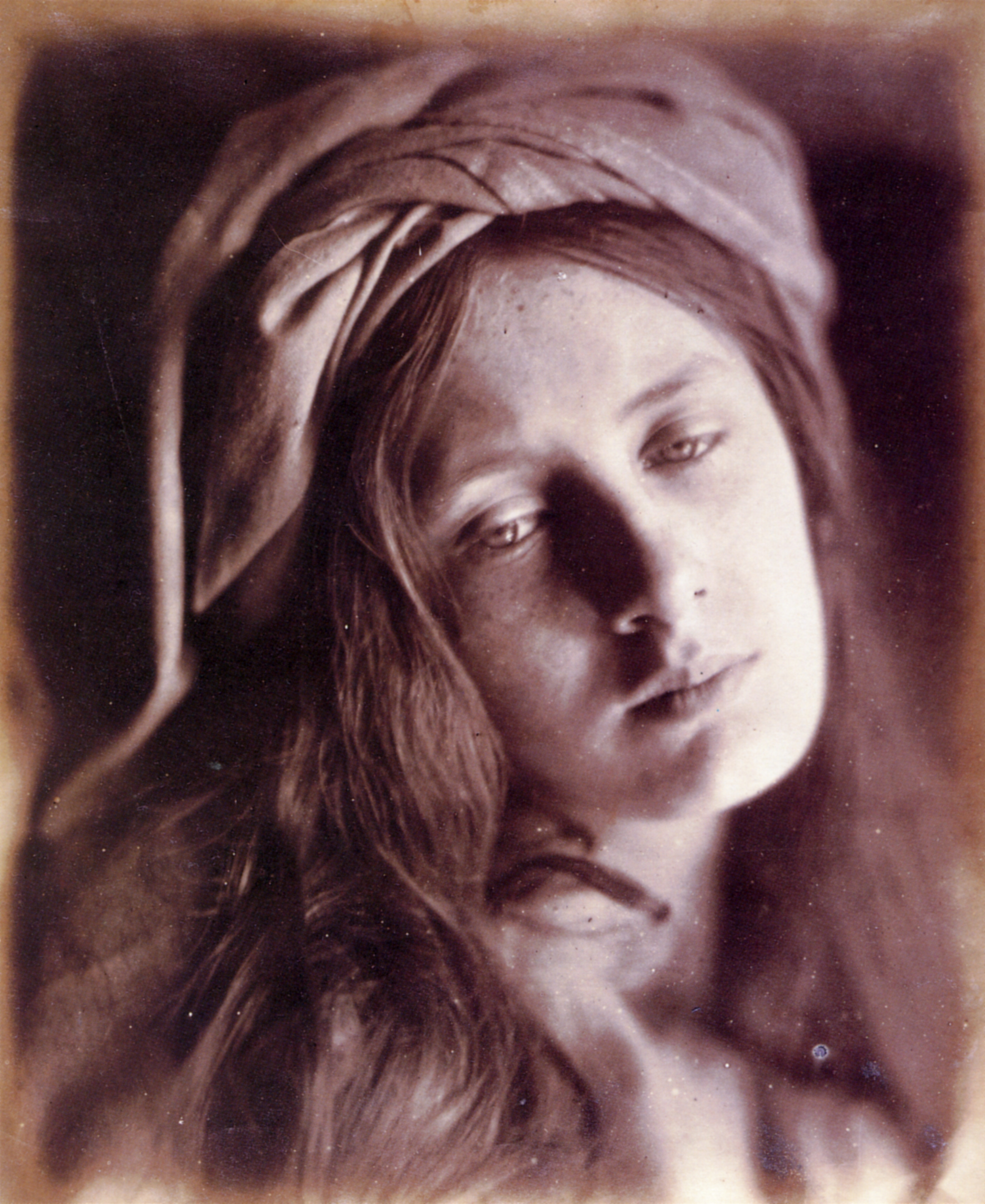
Beatrice Cenci

1874 schlug Tennyson seiner Nachbarin Cameron vor, sein Werk Idylls of the King zu illustrieren, einen Zyklus von epischen Gedichten zur Artussage. Tennysons bildhafte Lyrik hatte der Fotografin schon seit Jahren Anregungen gegeben. Sie nahm daher den Auftrag begeistert an und arbeitete länger als drei Monate daran – auch weil der Autor darauf Wert legte, seine eigenen Bildvorstellungen einzubringen. So entstanden für die zwölf Illustrationen mehr als zweihundert Aufnahmen, zweiundvierzig allein für die Abschiedsszene zwischen Sir Lancelot und Königin Guinevere. Camerons Bildsprache lehnte sich auch hier an die der Präraffaeliten an. Dabei ließ sie Mystisches und Phantastisches in ihre Werke einfließen – Elemente, die auf dem Gebiet der Fotografie zuvor nicht zu finden waren. Für die Veröffentlichung des Gedichtzyklus wurden nach Camerons Fotos Holzstiche angefertigt, die Publikation war jedoch kein Erfolg; Tennyson veranlasste sie daraufhin, ein eigenes Buch mit Auszügen aus seinen Gedichten und eingeklebten Fotoabzügen herauszugeben.

#### Beispiel: Beatrice Cenci
Zwischen 1870 und 1875 schickte Cameron achtundzwanzig ihrer Aufnahmen an Victor Hugo. Darunter befand sich ein Bild, mit dem sie die historische Figur der Beatrice Cenci interpretierte, einer römischen Patriziertochter im 16. Jahrhundert, die von ihrem Vater misshandelt und zum Inzest gezwungen worden war, mit Stiefmutter und Brüdern den Auftragsmord an ihrem Vater verabredete und im Alter von 22 Jahren hingerichtet wurde. Seit der Renaissance waren Maler, Literaten und Komponisten von der tragischen Figur fasziniert. Camerons Modell war May Prinsep, ein Adoptivkind ihrer Schwester Sarah. Der französische Historiker und Schriftsteller Jean-Marie Bruson kommentierte das Foto: „Ein noch kindliches Gesicht in einer Flut von Haaren, von weichem Licht modelliert und in traumhafte Unschärfe getaucht, scheint vor unterdrücktem Gefühl zu beben und drückt höchst eindrucksvoll die Verzweiflung des jungen Mädchens angesichts ihres niederschmetternden Schicksals aus.“ Victor Hugo beglückwünschte die Fotografin zu ihren Aufnahmen: „Niemand hat je die Strahlen der Sonne so eingefangen und genutzt wie Sie.“

## Autobiografie
In ihrer unvollendeten Autobiografie Annals Of My Glass House von 1874 beschrieb Julia Margaret Cameron ihr Leben als Fotografin. Der Text wurde von ihrem jüngsten Sohn erstmals 1889, also zehn Jahre nach ihrem Tod, im Katalog der Londoner Ausstellung „Mrs. Cameron’s Photographs“ veröffentlicht. Einige ihrer Notizen lauteten:
„Mein Kohlenkeller wurde zur Dunkelkammer und ein gläsernes Hühnerhaus, das ich einst meinen Kindern geschenkt hatte, wurde mein Atelier; die Hennen wurden befreit und hoffentlich nicht gegessen. Meine Söhne verzichteten auf frisch gelegte Eier und alle sympathisierten mit meiner neuen Tätigkeit, seit die Gesellschaft von Hennen und Küken ersetzt wurde durch die von Dichtern, Propheten, Malern und liebenswerten jungen Frauen ...“
„Ich bemühte mich, alles Schöne, das mir vor Augen kam, festzuhalten, und auf die Dauer war die Mühe auch erfolgreich. [...] Ich begann ohne jede Vorkenntnis. Ich wusste nicht, wo ich meine Kamera platzieren sollte, wie ich die Schärfe einstellen musste, und mein erstes Bild wurde zu meinem Entsetzen zerstört, als ich mit der Hand über die Beschichtung der Glasplatte fuhr.“
„Mein Mann hat vom Anfang bis zum Ende jedes meiner Bilder erfreut betrachtet, und es ist mir zur täglichen Gewohnheit geworden, mit jeder Glasplatte zu ihm zu laufen und seinem enthusiastischen Beifall zuzuhören. Diese Angewohnheit, mit meinen nassen Bildplatten ins Esszimmer zu laufen, hat eine so große Anzahl von Tischdecken mit unentfernbaren Flecken von Silbernitrat verdorben, dass ich aus jedem weniger duldsamen Haushalt verbannt worden wäre ...“

## Großnichte Virginia Woolf

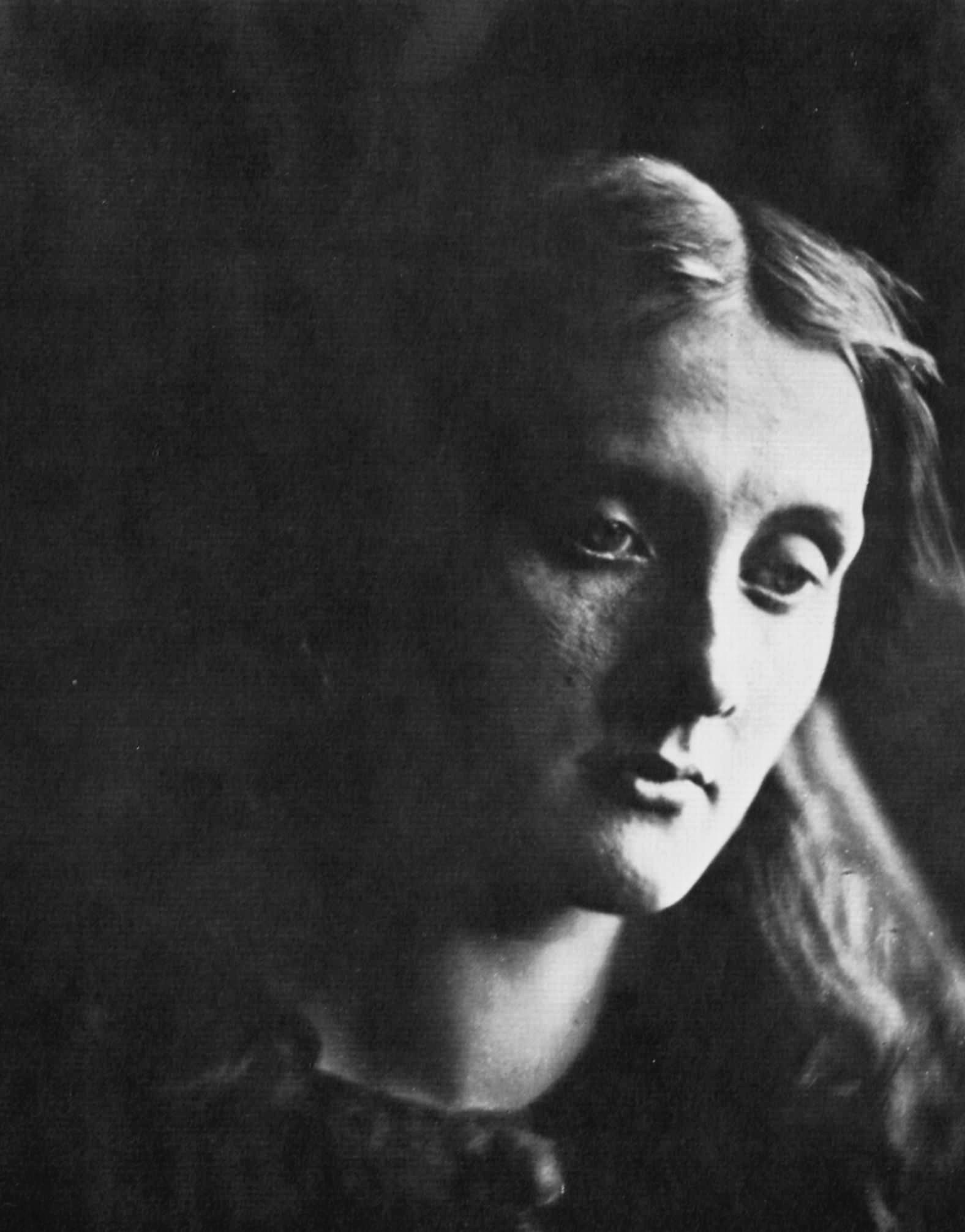
Julia Duckworth (zuvor Julia Jackson), Camerons Nichte (1867)

Zu Camerons Lieblingsmodellen gehörte ihre Nichte Julia Jackson (nach ihrer zweiten Heirat Mrs. Herbert Duckworth, in dritter Ehe Julia Stephen). Deren Tochter war die Schriftstellerin Virginia Woolf, die 1926 zusammen mit dem Maler und Kunstkritiker Roger Fry im New Yorker Verlag Harcourt, Brace den Bildband Julia Margaret Cameron. Victorian Photographs of Famous Men & Fair Women herausbrachte. In einem einleitenden biographischen Essay schilderte sie ihre Großtante als willensstarke Persönlichkeit, die viele anstrengende Jahre als Hausfrau und Mutter verbracht hatte, bevor sie im Alter von 48 Jahren beinahe zufällig zur bedeutenden Künstlerin wurde. Auch Virginia Woolfs einziges Theaterstück befasste sich mit ihrer kreativen Verwandten aus dem 19. Jahrhundert. Es hieß Freshwater, wurde 1935 auf einer Londoner Studiobühne vor Freunden aufgeführt und beschrieb mitfühlend, aber auch ironisch die Wertvorstellungen der viktorianischen Gesellschaft, innerhalb derer sich Julia Margaret Cameron bewegt hatte – in nur zwei Generationen hatten sich diese Anschauungen radikal verändert.